# 気候変動による生物の絶滅リスク

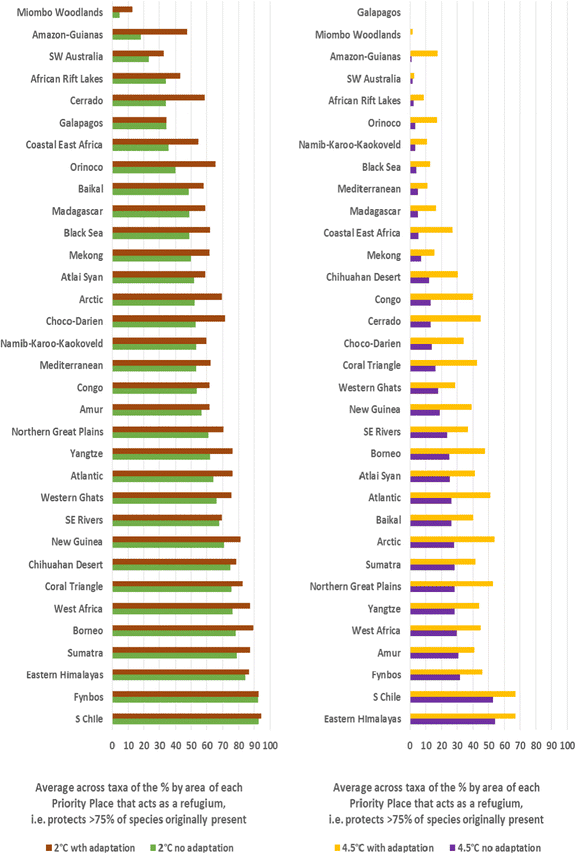
温暖化前に棲息していた生物の75％以上を存続させることのできる生息域面積を100％とした場合、2℃ (左図) および 4.5 ℃ (右図) の温暖化が起きると何％に減少するかを、それぞれその種の生物学的分散（生息域の移動）による適応がある場合とない場合（それぞれの棒グラフセットの上と下）について、世界各地の示された地域別に示した図。温暖化4.5 ℃では2℃の場合の約半分以下しか残らないことが一目瞭然である。各地域は減少面積の順に並べられており、それぞれのグラフ上部に示された地域ほど温暖化で絶滅に瀕する生物種が多いことを意味する。例えばガラパゴス諸島で温暖化4.5 ℃（右図最上段）では生き残れる生息種は殆どない（＝全種絶滅）。分散適応は温暖化によるリスクを多少低下できるが、それができる生物は昆虫や鳥類などに限られている。

1, 2, 4℃温暖化で豪雨（左）・干ばつ（中）・酷暑（右）が温暖化前に比べ何倍の頻度となるかの予測

この記事は気候変動による生物の絶滅リスク（きこうへんどうによるせいぶつのぜつめつりすく、英：Extinction risk of living creatures from climate change）について概説する。

## 概要
すべての生物種はある特定の生態的ニッチに適応して進化してきたが、気候変動による温暖化や平均的天候パターンの変化により、そのニッチの適応範囲を超える気候条件になると、その生物種を絶滅に至らしめうる。一時的/局所的な環境変化であれば、その種は微進化などによってその場で適応するか、より適した環境の生息地へ移動する。しかし近年の気候変動の速度は非常に速い上、地球上すべての地域で（程度の差はあっても）進行しており生物の適応能力を超えたものとなりつつある。たとえば変温動物（両生類・爬虫類・無脊椎動物すべて）は、二酸化炭素高排出シナリオ（IPCC SRES A2）の下では今世紀末までに現在の生息地から半径50km以内に適切な生息地を見つけることが困難になりうる。
気候変動は極端気象の頻度と強度の両方を増加させ、それにより地域個体群を直接絶滅させることがある。沿岸部や低地の島嶼に生息する種は、ブランブルケイメロミス（オーストラリアのグレートバリアリーフの固有種齧歯類で人為的気候変動が原因で絶滅した最初の哺乳類）のように海面上昇で絶滅しうる。気候変動はまた、両生類個体数の世界的減少の主犯の真菌Batrachochytrium dendrobatidisのように、野生動物伝染病の世界的蔓延・拡散と関連づけられている。
2025年時点で気候変動は進行中の完新世大量絶滅の主犯とはなっていない。これまでの不可逆的な生物多様性損失のほぼすべては、生息地破壊など他の人為的要因による。しかし今後は上述のブランブルケイメロミス絶滅のように、気候変動の影響が急速に大きくなることが確実である。2021年時点で、IUCN（国際自然保護連合）のレッドリストに掲載された絶滅危惧種のうち19%がすでに気候変動の影響を被っている。IPCC第6次評価報告書によって分析された4,000種のうち、半数が気候変動に対応して分布を高緯度または高標高地域へ移動していることが判明している。IUCNによればある種が地理的分布域の半分以上を失った場合絶滅危惧種（Endangered）と分類され、これは今後10～100年の間に20%以上の確率で絶滅することと同等とみなされる。80%以上の分布域を失った場合は深刻な絶滅危惧種（Critically endangered）となり今後10～100年で50%以上の確率で絶滅する非常に高いリスクを持つとされる。
2018年の研究は世界の生物多様性ホットスポット35地域に生息する80,000種の動植物について、温暖化が2℃と4.5℃の場合の影響を分析し、前者では最大25%、後者では最大50%の種が絶滅しうるとした（図）。
2022年IPCC第6次評価報告書によれば評価対象となった種のうち、産業革命前からの温暖化が1.5℃となった場合9～14%、3℃で12～29%、5℃になると15～48%の種が非常に高い絶滅リスクに直面する。特に3.2℃上昇時には無脊椎動物の15%（うち花粉媒介者12%）、両生類の11%、被子植物の10%が非常に高い絶滅リスクに直面するとされている。昆虫の49%、植物の44%、脊椎動物の26%は高い絶滅リスクにあるとされる。非常に高い絶滅リスクにあるそれらの割合はそれぞれ、温暖化が1.5℃となった場合6%、4%、8%であるが、それよりわずか0.5℃高い2℃でも18%、8%、16%と2~3倍に跳ね上がる。

## 生物絶滅につながる温暖化の悪影響の例

地球温暖化が鳥類の繁殖を大きく損なうことを温帯の春を例に説明する図。実際の時系列は鳥の種類・気候区分帯・生態環境・温暖化の程度などにより異なるが事情は同じである。左が本来の気候、右が温暖化気候。数字1： 3 月に気温が上昇し始めると昆虫 (雛鳥・幼鳥の主な餌) が孵化し、5月下旬にかけて餌が豊富になる。数字2： 巣立った幼鳥は成長に伴い大量に餌が必要なため、親鳥は餌の入手可能性が最大となる6月ころまでには雛が巣立ちできるよう産卵（点線4）するため、繁殖地に移動・縄張り確保・繁殖相手の選抜・交尾の多忙なスケジュールを調整する。数字3： しかし気候変動下では温暖化のため3月中には既に昆虫の孵化が最大となり、そのため巣立ち時期より前に餌の供給が最大となる。これにより幼鳥は巣立ったのち必要量の食料を確保できず十分な数が生き残れない。これにより次年度親鳥となる成鳥の数が減少し、これが繰り返されると春の活動開始時期を早めない限りいずれ絶滅に直面する。

20世紀末にはすでに気候変動により一部の種が生息地を追われている。2007年のIPCC第4次評価報告書で既に、過去30年間において人為的な温暖化が多くの物理的および生物的システムに明確な影響を及ぼしていたと評定され、地域の気温傾向がすでに世界中の種と生態系に影響を及ぼしているとされていた。2022年第6次評価報告書の時点で、長期的な記録が存在するすべての種の半数が分布を高緯度方向（および山地では高い標高方向）に移動しており、3分の2が春の活動開始時期を早めていた。
ホッキョクグマやコウテイペンギンのような北極圏・南極圏の動物種の多くは絶滅リスクに直面している。たとえば北極圏では、30年前と比べてハドソン湾の海氷がない期間が年3週間長くなり、海氷上で狩猟するホッキョクグマに深刻な悪影響を及ぼしている（世界各地域の状況＞両極域を参照）。寒冷気候に依存するシロハヤブサやシロフクロウは、冬季にも活動するレミングを餌とするが、温暖化により悪影響を被りうる。また、カンジキウサギのような動物の雪保護色が、雪が少なくなると逆に目立ち捕食されやすくなる。
水棲生物の多くは、氷河が供給する冷水が維持する冷涼な水域に適応・進化してきた。淡水魚の中には、特にサケやカットスロートトラウトのように、冷水環境でなければ生存や繁殖が難しい種がいる。氷河水が減少すればこれらの種が繁栄するのに必要な河川流量が確保できなくなる。シロナガスクジラのような海洋哺乳類の主な食料源であり、食物連鎖の鍵となる生物種であるオキアミも冷水環境生物である。
冷涼な環境に生息する変温動物は短い成長期間を補うために速く成長する傾向がある。そこに温暖化が加わると本来の適正温度よりも暖かいため代謝が増大し、体サイズは小さくなり捕食されるリスクが増す。たとえばニジマスは、成長中のわずかな水温上昇でも成長効率と生存率が低下する。

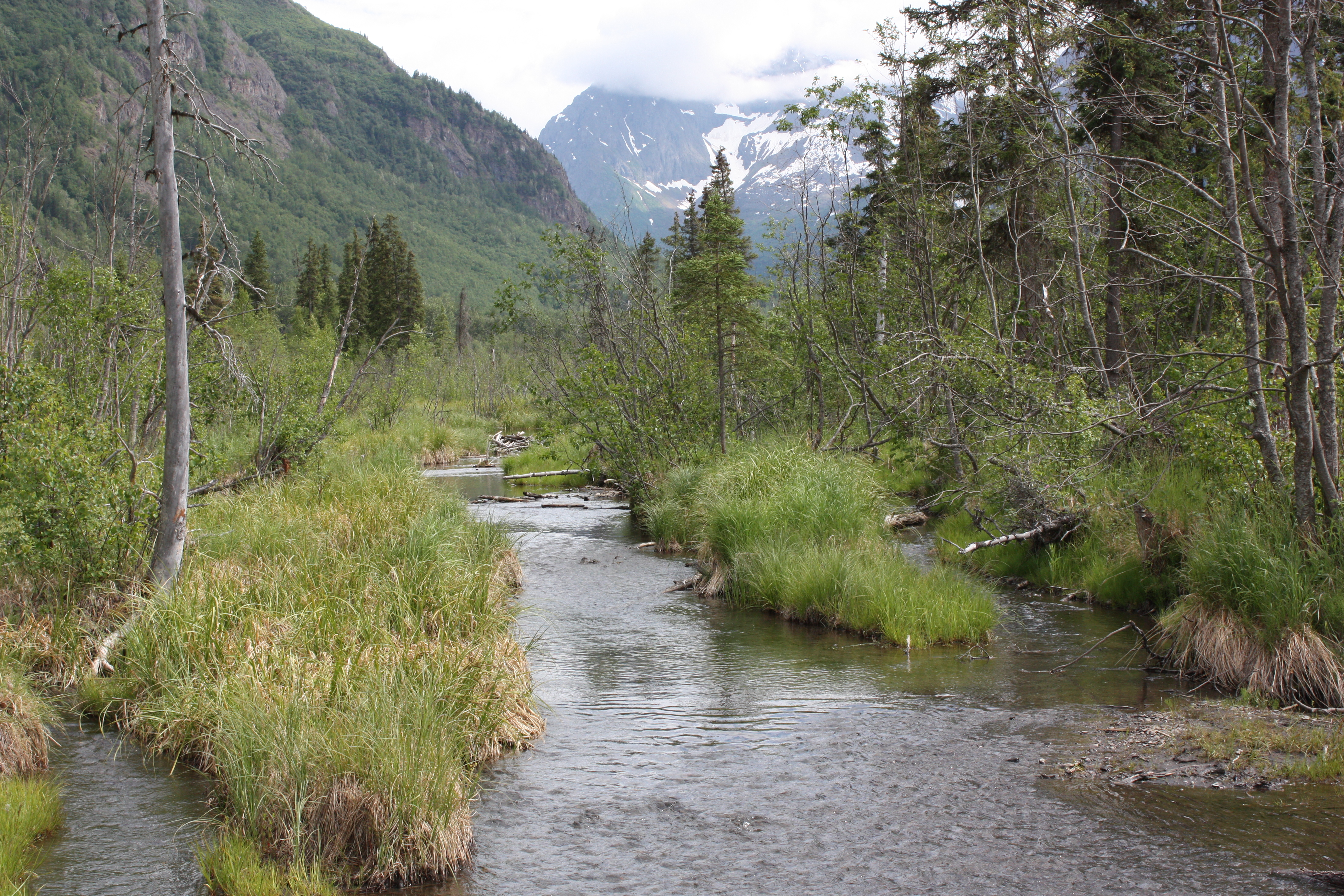
さまざまな淡水生物固有種の生息地であるアラスカ中央部のイーグル川

冷涼水域に生息する魚類の個体数は、米国の大半の淡水河川では最大50%減少する可能性が、気候変動モデルによって示されている。水温上昇による代謝需要の増加と、餌となる生物数の減少が主な要因となる。さらにサケなど多くの淡水魚種は季節的な水位の変化を繁殖の手がかりとしており、通常は水流が多い時期に産卵する。温暖化により降雪量が減少すると河川流量が低下し、何百万匹もの淡水魚の産卵が妨げられる。
温暖化に伴う海面上昇により沿岸水域に海水が浸水すると、そこに生息していた生物は危機に瀕する。例えばアラスカ南東部では海面が年間約4センチメートル上昇し、河川に堆積物を再堆積させ、その河川やその上流にある水域にも塩水をもたらし、そこに生息するベニザケのような種に悪影響を及ぼしている。ベニザケも淡水で産卵するため、淡水の消失は繁殖失敗につながる。
また気候変動は相互作用する生物種間の生態的な関係を分裂させうる。たとえば各生物種が気候変動のため違う場所に分布移動するとその関係が空間的に分断され、その生物種間の相互作用が提供してきた生態系サービスが消失する。これは生物種間相互作用の消滅であり、このこと自体がその生物種の絶滅の遠因となりうる。

強い気候変動のもとでは生態系の全体的な崩壊が急激に進行しうる。気候変動最悪シナリオ（RCP8.5）では、最初に熱帯海洋の生態系が2030年までに急激に崩壊し、その後2050年までに熱帯林や両極地域も続くとされる。温暖化が4℃に達した場合、急激な撹乱が20%以上の生物種に生じる可能性のある生態系集合体は15%に達するが、2℃以下に抑えられた場合2%未満にとどまる。

## 気候変動が原因とされる絶滅
ブランブルケイメロミス（前述）を除けば、記録された生物絶滅の中で気候変動が原因と確定されたものはなく、大半は完新世絶滅の他の要因によるものと考えられている。2013年のレビューによるとIUCNが同定した絶滅864生物種のうち、気候変動が原因である可能性があるのは以下の表の20種である。
| 分類群 | 種名                       | 気候変動と関連の可能性のある出来事 | 絶滅の想定原因                                                           |
| ------ | -------------------------- | ---------------------------------- | ------------------------------------------------------------------------ |
| 巻貝   | Graecoanatolica macedonica | 干ばつ                             | 干ばつによる水生生息地の喪失                                             |
| 巻貝   | Pachnodus velutinus        | 干ばつ                             | 生息地の劣化、気候変動に関連した干ばつ、交配                             |
| 巻貝   | Pseudamnicola desertorum   | 干ばつ                             | 水生生息地の喪失                                                         |
| 巻貝   | Rhachistia aldabrae        | 干ばつ                             | 気候変動に関連した干ばつ                                                 |
| 魚類*  | Acanthobrama telavivensis  | 干ばつ                             | 水生生息地の喪失                                                         |
| 魚類   | Tristramella magdelainae   | 干ばつ                             | 干ばつ・汚染・取水による水生生息地の喪失                                 |
| 蛙*    | Anaxyrus (Bufo) baxteri    | 病原体                             | カエルツボカビ                                                           |
| 蛙     | Atelopus ignescens         | 病原体                             | カエルツボカビと気候変動の相乗効果                                       |
| 蛙     | Atelopus longirostris      | 病原体                             | カエルツボカビ、気候変動、汚染、生息地の喪失                             |
| 蛙     | Craugastor chrysozetetes   | 病原体                             | 生息地の改変とカエルツボカビ                                             |
| 蛙     | Craugastor escoces         | 病原体                             | カエルツボカビ、おそらく気候変動と関連している                           |
| 蛙     | Incilius (Bufo) holdridgei | 病原体                             | カエルツボカビ、おそらく気候変動と関連している                           |
| 蛙     | Incilius (Bufo) periglenes | 病原体                             | 温暖化、カエルツボカビ、汚染                                             |
| 鳥類   | Fregilupus varius          | 干ばつ                             | 持ち込まれた病原体、乱獲、森林火災、干ばつ、森林伐採                     |
| 鳥類   | Gallirallus wakensis       | 嵐                                 | 乱獲と嵐による島の浸水                                                   |
| 鳥類   | Moho braccatus             | 嵐                                 | 生息地の破壊、外来侵入した捕食者・病原体、嵐                             |
| 鳥類   | Myadestes myadestinus      | 嵐                                 | 生息地の破壊、外来侵入した捕食者・病原体、嵐                             |
| 鳥類   | Porzana palmeri            | 嵐                                 | 生息地の破壊、外来侵入した捕食者、嵐                                     |
| 鳥類   | Psephotus pulcherrimus     | 干ばつ                             | 干ばつと過放牧による食料供給減少、外来移入種、病原体、生息地の破壊、乱獲 |
| 齧歯類 | Geocapromys thoracatus     | 嵐                                 | 外来侵入した捕食者、嵐                                                   |

1. ↑  Acanthobrama telavivensis と Anaxyrus (Bufo) baxteri は野生絶滅

しかし何百もの動物種が温暖化に伴い分布をより冷涼な地域に移動させていることが記録されており、これはすなわちその種の温暖域分布末端での局所的絶滅である。このことより温暖端の個体群は、温暖化による絶滅原因を探る上で最も合理的な場所であり、そのような生物種はすでに気候的許容限界の近くにいることを意味する。
オーストラリアで74年間にわたって行われた519件の観察研究では、100件以上で極端気象が動物種の個体数を25%以上減少させており、そのうち31件では完全な局所的絶滅が確認された。それらの60%は1年以上の観察を行っており、そのうち38%では個体数が事前の水準まで回復しなかった。

## 絶滅リスクの見積もり

### 初期の論争
気候変動が種の絶滅リスクに及ぼす影響を初めて大規模に推定した論文は、2004年に『ネイチャー』誌に掲載された。この研究では、世界中の1,103生物種の固有種あるいは準固有種の15～37%が、2050年までに「絶滅に向かう運命」にあるとされ、それまでにその生息地が生存可能な範囲を維持できなくなると予測された。しかし当時は気候変動に対する種の分散能力・適応能力・種の持続に必要な最小生息域面積に関する知識が限られており、その推定の信頼性は疑問視され、こうした要因に関し異なる（とはいえ依然として妥当な）仮定に基づけば、絶滅が確定する種の割合は5.6%から78.6%にまで広がる可能性があると反論された。元の論文の著者らはこれにさらに反論している。

### 主な報告・レビュー・調査
2005～2011年の間に、気候変動がさまざまな種の絶滅リスクに与える影響を分析した研究が74件発表された。2011年にそれらの研究をレビューした結果、平均して今世紀中に11.2％の種が失われると予測されていた。観察された反応を外挿して予測した場合の平均は14.7％であり、モデルに基づく推定値は6.7％であった。さらにIUCNの基準を用いた場合、モデル予測では7.6％の種が絶滅の危機に瀕するとされたが、観察データの外挿に基づくと31.7％に達した。2012年の評論は、このモデル予測と観察データの不一致は、種の移動速度の違いや種間競争の新たな出現をモデルが適切に考慮できていなかったことに起因するとした。すなわちモデルは絶滅リスクを過小評価していた。
2019年、生物多様性および生態系サービスに関する政府間科学-政策プラットフォーム（ IPBES ）の「生物多様性および生態系サービスに関する地球評価報告書」は、全動植物は800万種（うち昆虫は550万種）であると推定し、両生類の40％・造礁性サンゴの約3分の1・海洋哺乳類の3分の1以上・全昆虫種の10％が絶滅の危機に瀕しているとした。主原因は5つあり最も害が大きいものから順に：土地および海の利用変化、乱獲、気候変動、汚染、外来種侵入である。上の報告書は他の4要因が存在しなくとも、温暖化2℃に達するだけで地球上の全種の約5％、4.3℃に達した場合16％が絶滅の危機に直面すると結論づけた。たとえ1.5～2℃という低温暖化レベルであっても、世界の大多数の種の地理的分布を著しく縮小させ、従来よりも脆弱な状態に追い込むとした。
2022年2月IPCC第6次評価報告書は、各温暖化レベルにおける絶滅リスクが高い種の割合の中央値と最大値を推定した。温暖化1.5℃：中央値9％/最大値14％、2℃：中央値10％/最大値18％、3℃：中央値12％/最大値29％、4℃：中央値13％/最大値39％、5℃：中央値15％/最大値48％であり、見ての通り最大値は中央値よりも大きく増加する。
2022年7月、3,331人の生物多様性専門家を対象とした調査により、1500年以降（すでに絶滅した種も含め）全生物種の約30％（16～50％）が絶滅の危機にあったことが推定された。うち気候変動原因に関しては、温暖化2℃で約25％（15～40％）、5℃で50％（32～70％）の種が絶滅の危機にあるとした。
2024年には82件の研究による推定をレビューし合計で40万種以上の分布を予測した論文が発表された。それによれば2070年までに、RCP4.5中程度排出シナリオ下で全種の13.9％から27.6％、RCP8.5高排出シナリオ下で22.7％から31.6％が絶滅するとされた。
同じく2024年の、485件の研究から得られた500万件の予測を統合した研究は、今世紀中に温暖化1.5℃で1.8％の種が絶滅するとされ、また温室効果ガス排出が2024年の「現在の軌道」に沿って推移した場合5％、温暖化4.3℃で15％、5.4℃では30％の種が絶滅する可能性が高いとした。

### 地質考古学的推定

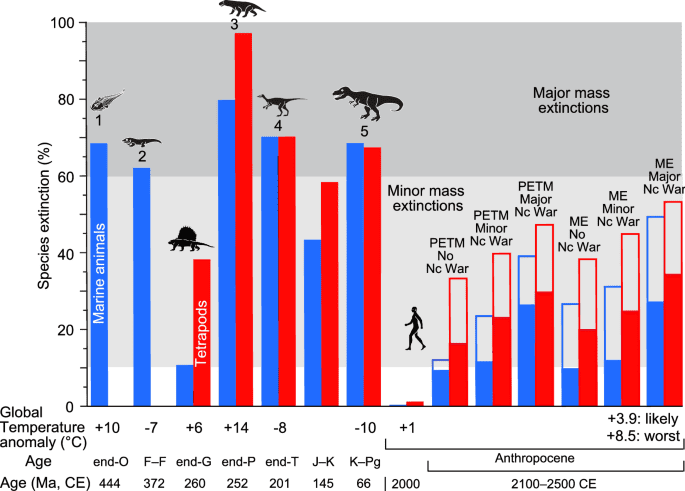
歴史上の大規模な大量絶滅、現在の絶滅の範囲、および温暖化3.9℃または8.5℃で引き起こされる将来の絶滅の可能性の比較。海洋動物および陸生四足動物種の絶滅の割合は、全球の表面温度異常と一致する。番号 1 ～ 5: 「ビッグファイブ」大量絶滅。海洋種の絶滅値は青、陸生四足動物種の絶滅値は赤で示してある。 O：オルドビス紀、 F-F: フラズニアンとファメンニアンの境界、 G: グアダルピアン、 P: ペルム紀、 T: 三畳紀、J–K: ジュラ紀と白亜紀の境界、 K–Pg: 白亜紀と古第三紀の境界。人新世（Anthropocene）の棒グラフで中塗りでない部分の高さは予想最悪絶滅率を示す。PETM: 暁新世～始新世の熱極大、 EM: 大量絶滅、（Nc War：核戦争）。

2021年の論文は「ビッグファイブ」と呼ばれる大量絶滅が約5.2℃の温暖化と関連していたことを示し、このレベルの温暖化が現在発生すれば同程度の大量絶滅（海洋動物の約75％絶滅）が生じるとした。2022年これに対し異議が唱えられ、堆積岩の記録を再解析した結果、海洋種の60％以上および海洋属の35％以上の喪失は、7℃を超える全球寒冷化と7～9℃の全球温暖化と相関していたとし、陸上四肢動物も同程度の損失が約7℃の温暖化または寒冷化で発生するとされた。
その後続論文は、気候変動の最も可能性の高いシナリオ（RCP4.5とRCP6.0の平均に基づき2100年で3℃、2500年で3.8℃の温暖化）で、海洋動物の8％、陸上動物の16～20％が絶滅し、動物全体の平均で12～14％が絶滅すると推定し、これはグアダルピアン期末およびジュラ紀-白亜紀境界のできごとに匹敵する小規模な大量絶滅であるとした。また動物種の10％超の絶滅を防ぐには、温暖化を2.5℃未満に抑える必要があるとした。気候変動とは無関係だが、小規模な核戦争（インドとパキスタン間または同等規模）は、それだけで10～20％の種を絶滅させ、大規模な核戦争（米国とロシア間）では40～50％の種が絶滅するとした。

## 各生物区分毎の世界規模絶滅リスクの推定

### 脊椎動物

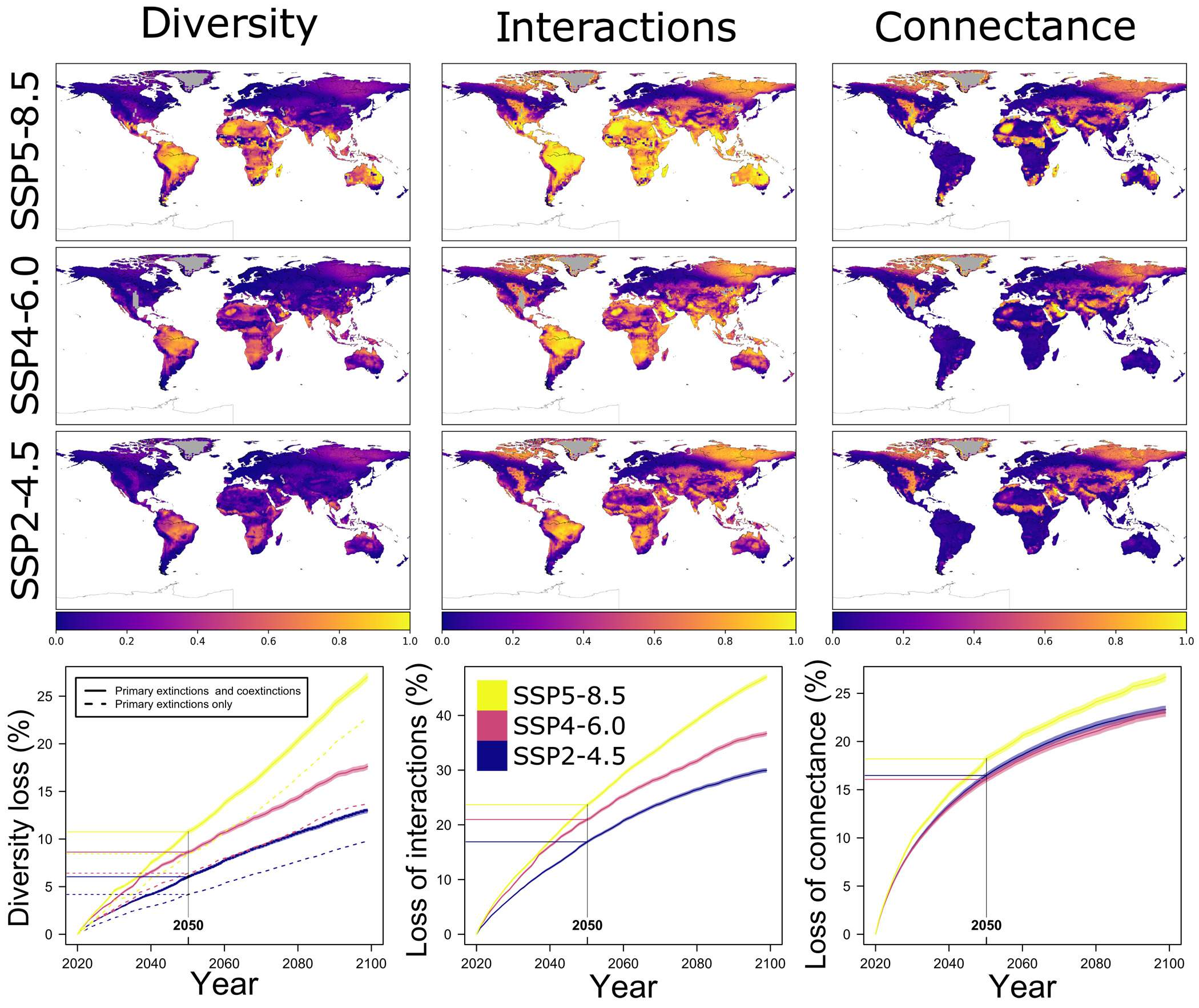
3 つのSSP気候変動シナリオがそれぞれ絶滅のリスクに及ぼす影響。2020年と比較した、2100年までの陸生脊椎動物の生物多様性（左）、相互作用（中）、つながり（右）の局所的な相対的損失をシミュレートしたもの。地図（上段）は初期条件と比較した2100年の局所損失を示し、グラフ（下段）は 2020年から2100年までの地球上のすべての地域の年間平均損失推移を示す。

2018年の『サイエンス』誌に掲載された論文は、温暖化1.5℃、2℃、および3.2℃で、脊椎動物種のそれぞれ4％、8％、26％が分布域の半分以上を失うと推定し、この推定は後にIPCC第6次評価報告書に直接引用された。IUCNレッドリストの基準ではこのレベルの分布域喪失は、その生物種を絶滅危惧種と分類するのに十分であり、それは今後10〜100年の間に20％超の絶滅確率と同等であると見なされる。
2022年の『サイエンス・アドバンシズ』誌に掲載された研究は、2050年までに中程度シナリオSSP2-4.5下で脊椎動物のうち6％、最悪温暖化シナリオSSP5-8.5では10.8％が局所的絶滅すると推定し、これらはそれぞれ2100年には、約13％および約27％に増加するとした。これらの推定値は気候変動だけでなくすべての要因によるものを含んでおり、直接的に気候変動に起因する絶滅は62％、次いで気候変動が二次的原因であるものまたは協合的絶滅（coextinctions）が20％を占め、土地利用の変化および外来種の影響は合わせて20％未満とした。
2023年の研究では、最悪温暖化シナリオSSP5–8.5（4.4℃温暖化）では全陸上脊椎動物の約41％（哺乳類31.1％・鳥類25.8％・両生類55.5％・爬虫類51％）が分布域の少なくとも半分で今世紀中に、前例のない暑さにさらされるとされた。SSP1–2.6シナリオ（1.8℃温暖化）では6.1％、SSP2–4.5（同じく2.7℃）では15.1％、SSP3–7.0（3.6℃）では28.8％が、分布域の一部で前例のない暑さに曝されるとされた。
別の2023年の論文によれば、SSP5–8.5シナリオでは今世紀中に陸上脊椎動物種の55.3％が乾燥化により生息地を一部喪失、そのうち16.7％は半分以上喪失、7.2％は全部を喪失し移動や乾燥への適応ができなければおそらく絶滅する。SSP2–4.5シナリオ下では、41.2％が一部の生息域を失い、8.6％が半分以上、4.7％が全てを失い、SSP1–2.6でさえもそれぞれ25.2％、4.6％、3％とされた。
2024年には、RCP4.5シナリオ下で2070年までに脊椎動物種の19～34％、RCP8.5では36～44％が絶滅しうるとする大規模なレビュー論文が発表された。

#### 両生類

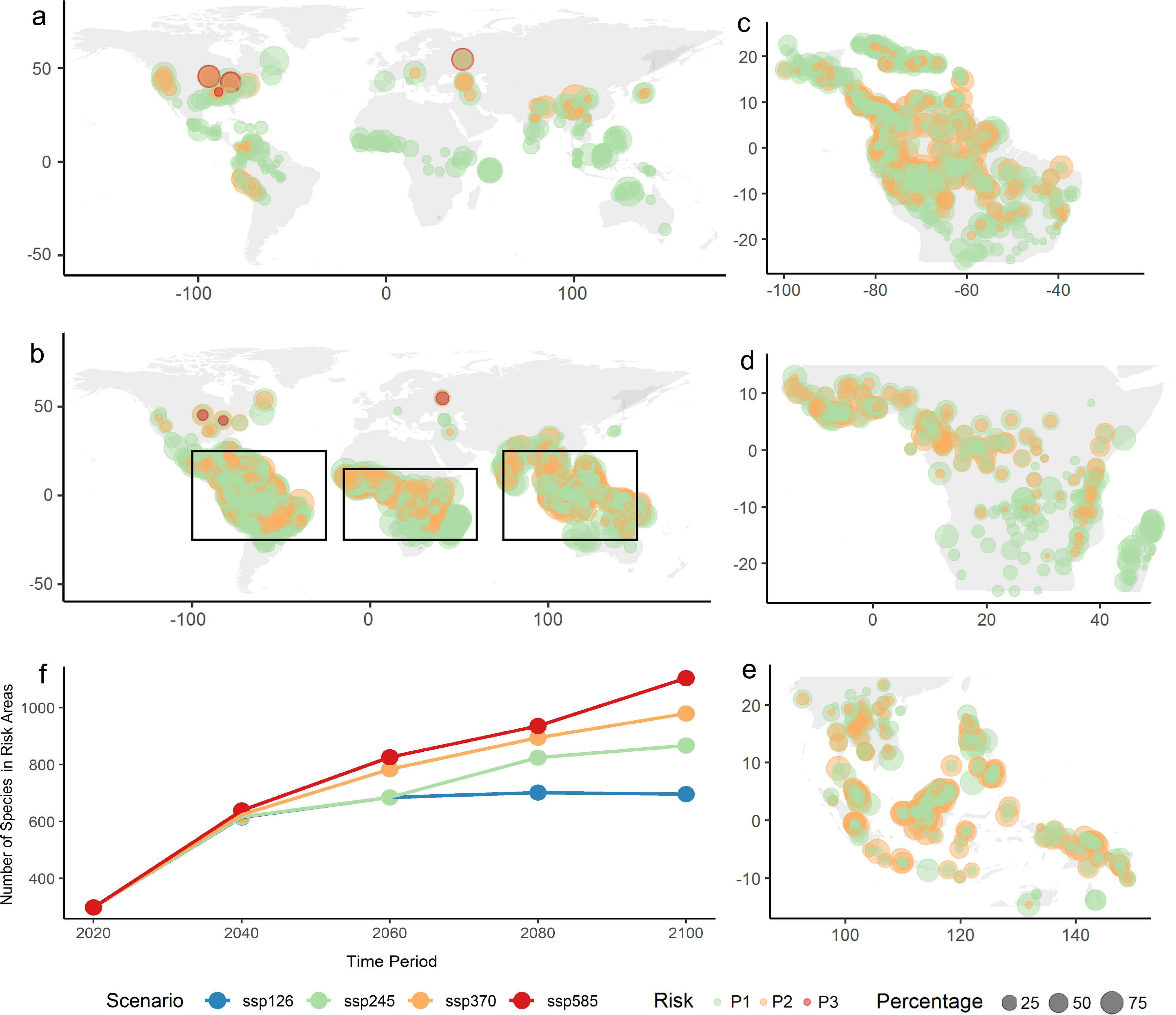
全世界のカエル種は前例のない暑さにさらされる。気候変動シナリオSSP3-7.0の下で、生理学的限界近くまたはそれ以上の条件にさらされるカエル種の割合。パネル(a)は2020年、パネル(b〜e)は2081〜2100年の期間：(b) 地球規模、(c) 熱帯アメリカ、(d) 熱帯アフリカ、(e) 熱帯アジア。地図内の色は超過した主要しきい値 (年平均気温・最寒月の気温・気温の変動) の数（緑：1 つ、オレンジ： 2 つ、赤： 3 つ）を示し、円の大きさはその生息範囲の一部が潜在的な危険地域にあると予測される種の割合を示す。パネル (f) は 4 つのSSP気候シナリオでの絶滅リスク生息域にあるカエル種類数の、2020の298種からの推移。

2013年の研究は、670〜933種の両生類（11〜15％）が気候変動に対して非常に脆弱であるとし、これらは全て既にIUCNレッドリストで絶滅危惧種である。さらに698〜1,807種（11〜29％）の両生類が、将来的に気候変動によって脅威に直面しうるとされた。
IPCC第6次評価報告書では、2℃の温暖化であっても非常に高い絶滅リスクにある両生類種は3％未満だが、サンショウウオ類は脆弱で7％近くとされた。3.2℃では両生類11％、サンショウウオ24％と3倍以上に跳ね上がる。
2022年の研究は、全カエル種の推定14.8％が絶滅リスクの高い領域に生息しており、今世紀末にこの割合はSSP1–2.6では30.7％、SSP2–4.5では49.9％、SSP3–7.0では59.4％、SSP5–8.5では64.4％に増加すると推定した。非常に小さいまたは大きいカエル種は特に気候変動影響を受けやすく、その分布の70％以上がリスク領域であるそのような種は2022年では0.3％のみであるが、SSP1–2.6では3.9％、SSP2–4.5では14.2％、SSP3–7では21.5％、SSP5–8.5では26％に増加するとされた。
2023年の研究では、今世紀中に乾燥化が原因である分だけででも、SSP1–2.6のもとでは両生類の31.7％が少なくとも一部の生息地を失い、11.2％が半分以上を、7.4％が現在の生息地すべてを失うと推定された。これらはSSP2–4.5ではそれぞれ47.5％、18.6％、10.3％、SSP5–8.5では64.2％、33.3％、16.2％に跳ね上がる。

#### 鳥類

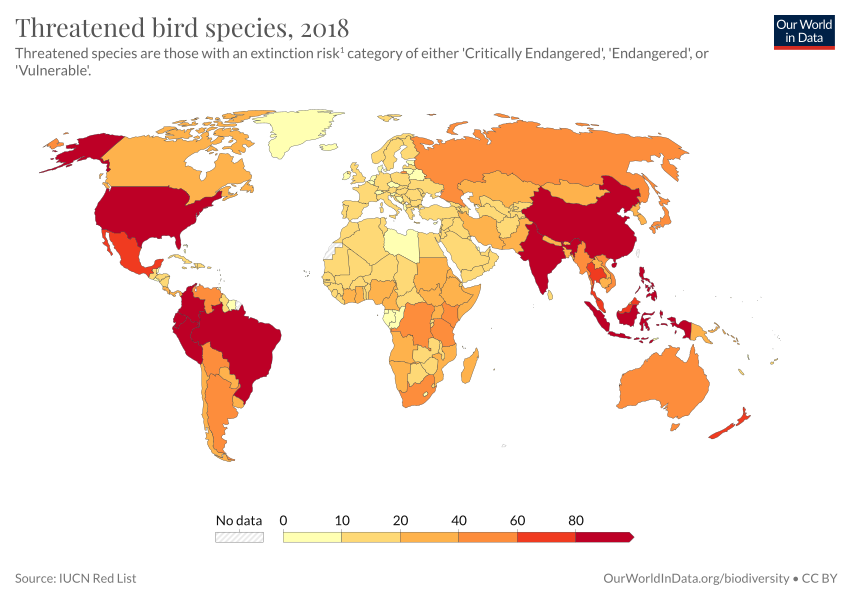
2018年における世界各国の鳥類の絶滅危惧種数（下のバーグラフに示してある）で色分けした図。

2012年の推定によれば、温暖化1℃ごとに100種から500種の陸鳥が絶滅する。2100年までに3.5℃の気温上昇が起こった場合600種から900種の陸鳥が絶滅すると推定されており、そのうち89%が熱帯地域で起こるとされている。2013年の研究では、気候変動に対して非常に脆弱でありかつIUCNレッドリストに掲載されている鳥類が608種～851種（6～9%）に上ると推定された。またこの研究発表当時は脅威にさらされていないものの、将来的に気候変動によって脅威に晒される可能性のある鳥類は1,715種～4,039種（17～41%）とされた。
2023年の論文は、最悪温暖化シナリオSSP5-8.5では2100年までに51.8%の鳥類が少なくとも一部の生息地を失い、乾燥の増加だけによって生息地の半分以上を失うのは5.3%、すべてを失うのは1.3%と見込まれている。これらはSSP2–4.5ではそれぞれ38.7%、2%、1%、SSP1–2.6では22.8%、0.7%、0.5%に抑えられる。  	 	 			 	

#### 魚類および海洋生物種
約11,500種の淡水魚を分析した2021年の研究によると、温暖化1.5℃で1～4%、2℃で1～9%、3.2℃で8～36%、4.5℃で24～63%の種が現在の地理的分布域の半分以上を失う可能性がある。分布域喪失の度合いは対象とする淡水魚種が温暖化に対処するため新しい地域へ移動可能かに依存し、不能の場合が最も高い割合である。IUCNレッドリストの基準では分布域半分の喪失は絶滅危惧種分類すなわち今後10～100年間で絶滅する確率が20%以上と見なされる。
2022年の論文によれば、絶滅のリスクがある全海洋生物種の45%が気候変動の悪影響を被っているが、生存に対しては過剰漁獲・輸送・都市開発・水質汚染の方が現時点ではより深刻である。しかし温暖化が抑制されなければ今世紀末には気候変動がこれらすべての要因と同等の大きさの悪影響を及ぼすようになり、低排出レベルを維持すれば気候変動による海洋生物絶滅を70%以上抑制できるが、2300年まで二酸化炭素高排出が続けばペルム紀-三畳紀大量絶滅すなわち「大絶滅」に匹敵する事態となるおそれがある。

#### 哺乳類
2023年の論文はSSP5–8.5シナリオのもとで、今世紀中に哺乳類の50.3%が少なくとも一部の生息地を失うとした。そのうち9.5%は乾燥の増加のみの原因でも半分以上、3.2%は全ての生息地を失う可能性がある。これらはSSP2–4.5シナリオではそれぞれ38.3%、5.0%、2.2%に抑制できる。  	

#### 爬虫類
2010年の研究は、200か所で行われた48種のメキシコトカゲに関する最近の調査と過去の調査を比較し、1975年以降絶滅した地域個体群12%の絶滅と世界規模の長期予測に基づき、絶滅リスクの生理学的モデルを検証した。2080年までには地域個体群の絶滅が世界全体で39% に達し、種の絶滅は20%に達すると予測された。地球規模の絶滅予測は、1975年から2009年にかけて他の4つの大陸の地域生物相で観察された局所的な絶滅によって検証され、トカゲ類は気候変動による絶滅の閾値をすでに超えていることを示唆している。
2023年の論文はSSP5–8.5シナリオのもとで、今世紀中に爬虫類の56.4%が少なくとも一部の生息地を失うとした。そのうち24%は乾燥化のみの原因でも半分以上、10.9%は全ての生息地を失う可能性がある。これらはSSP2–4.5シナリオではそれぞれ41.7%、12.5%、7.2%に抑制できる。

### 無脊椎動物
IPCC第6次評価報告書によると無脊椎動物のうち絶滅リスクが非常に高いとされるのは、温暖化2℃で3%未満だが3.2℃では15%に達し、花粉媒介種は特に脆弱で12%がその中に含まれる。

#### サンゴ

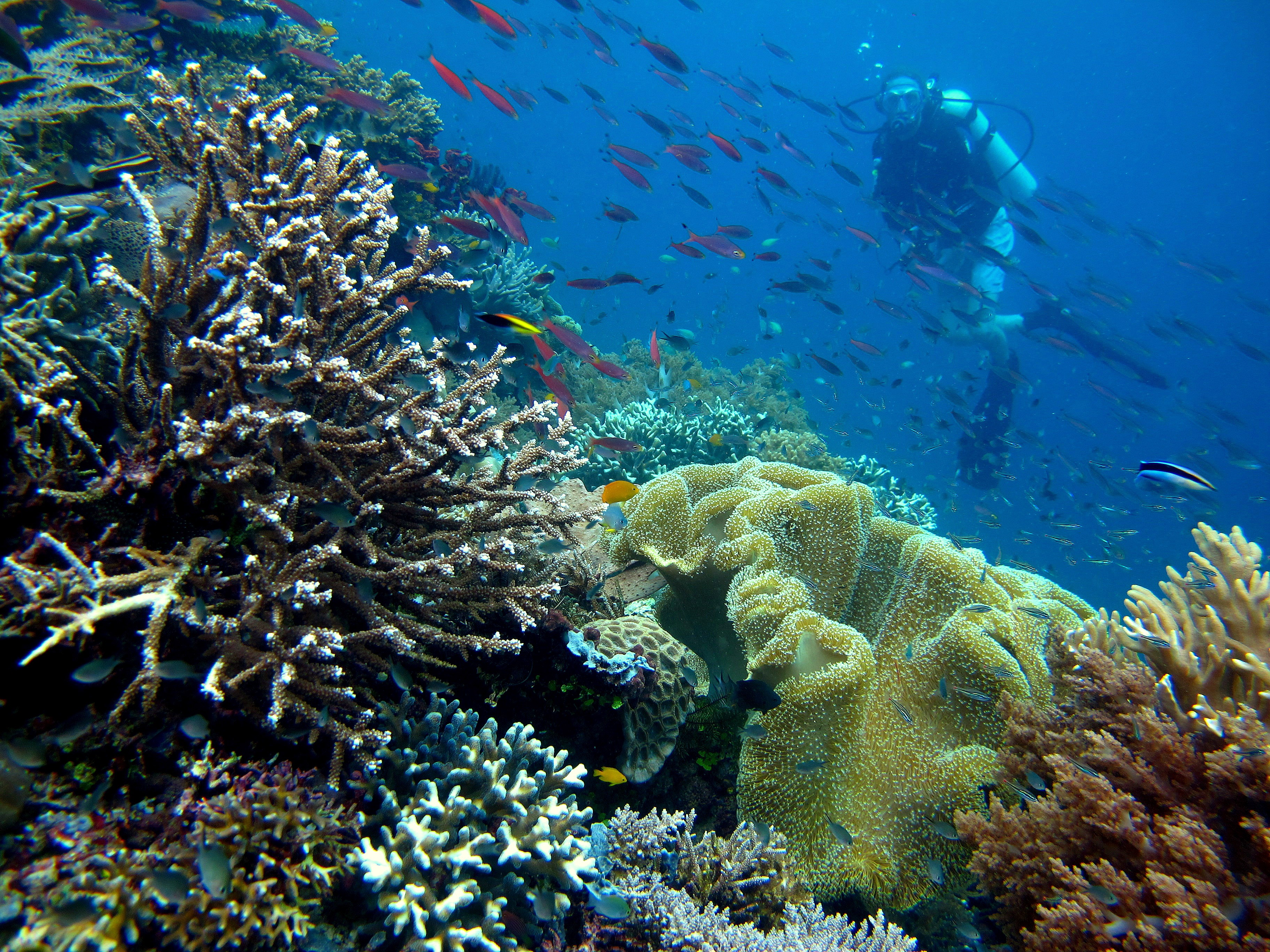
ニューギニアのラジャ・アンパット諸島沖のサンゴ礁

2013年の研究は、IUCNレッドリストで既に絶滅危惧とされておりかつ気候変動に脆弱なサンゴ種が47～73種（6～9%）、2013年時点では脆弱でないが将来的には脅威となる可能性のある種が74～174種（9～22%）とした。2021年以降の研究はこれらの予測が過大な可能性を指摘しているがこれには異論もある。サンゴ礁1平方メートルあたり約30個体のサンゴが存在し世界全体で約5,000億個体との見積もりがあり、これはアマゾンの樹木数や全世界の鳥類数と同等である。しかし気候変動に対してサンゴ礁ほど脆弱な生態系はない。2022年の推定によれば、温暖化1.5℃であっても耐えられる世界のサンゴ礁はわずか0.2%であり、2℃以上では0%である。

#### 昆虫

花粉を集めるマルハナバチ

無脊椎動物種の大多数を占めるのは昆虫である。2018年に『サイエンス』誌に発表された論文は、温暖化1.5℃、2℃、3.2℃の場合、昆虫種の地理的分布域の半分以上がそれぞれ6%、18%、49%の昆虫種で失われるとした。すなわちIUCN基準で絶滅危惧種であり今後10〜100年で絶滅する確率が20%以上であることに相当する。
また別の、2020年に『サイエンス』誌に発表された論文は、60種以上のミツバチ科昆虫を対象とした長期調査の結果、気候変動が土地利用変化とは無関係に、北米でも欧州でもマルハナバチの個体数と多様性を大幅に「大量絶滅と一致する速度」で減少させていることを明らかにした。1901年から1974年までの「基準期間」と2000年から2014年の「最近の期間」とを比較すると、マルハナバチの個体数が北米では46%、欧州では14%減少していた。最も減少したのは南部地域であり、そこでは極端に暑い年の頻度が急増しマルハナバチの生理的許容気温範囲を超えていた。
2024年に発表された大規模レビュー論文では、RCP4.5シナリオ下で絶滅する可能性のある昆虫種は14～27%、RCP8.5では23～31%に達する可能性があるとされた。

### 植物と菌類
2018年の研究は、温暖化が1.5℃、2℃、3.2℃の場合、植物種のそれぞれ8%、16%、44%が地理的分布域の半分以上を失うとした。すなわちIUCN基準で絶滅危惧種であり今後10〜100年で絶滅する確率が20%以上であることに相当する。2022年のIPCC第6次評価報告書によれば、温暖化が2℃の場合、絶滅リスクが非常に高いとされる被子植物は3%未満であるが、3.2℃になると10%に増加する。
2020年のメタ分析は維管束植物の39%が絶滅の危機にあるとしたが、このうち気候変動に起因するのは4.1%にすぎず大部分は土地利用の変化によるものとした。しかしこれは気候変動が植物に及ぼす影響の研究の進展の遅さによる可能性があるとも述べている。菌類は9.4%が気候変動によって脅威に晒されており、他の生息地喪失の要因によっては62%が脅威に晒されているとした。
2024年のレビュー論文は、RCP4.5シナリオ下で2070年までに植物種の8～16%、菌類種の8～27%、RCP8.5では植物と菌類の両方で23～31%が絶滅する可能性があるとしている。

## 世界各地域の生物種絶滅確率

### アフリカ

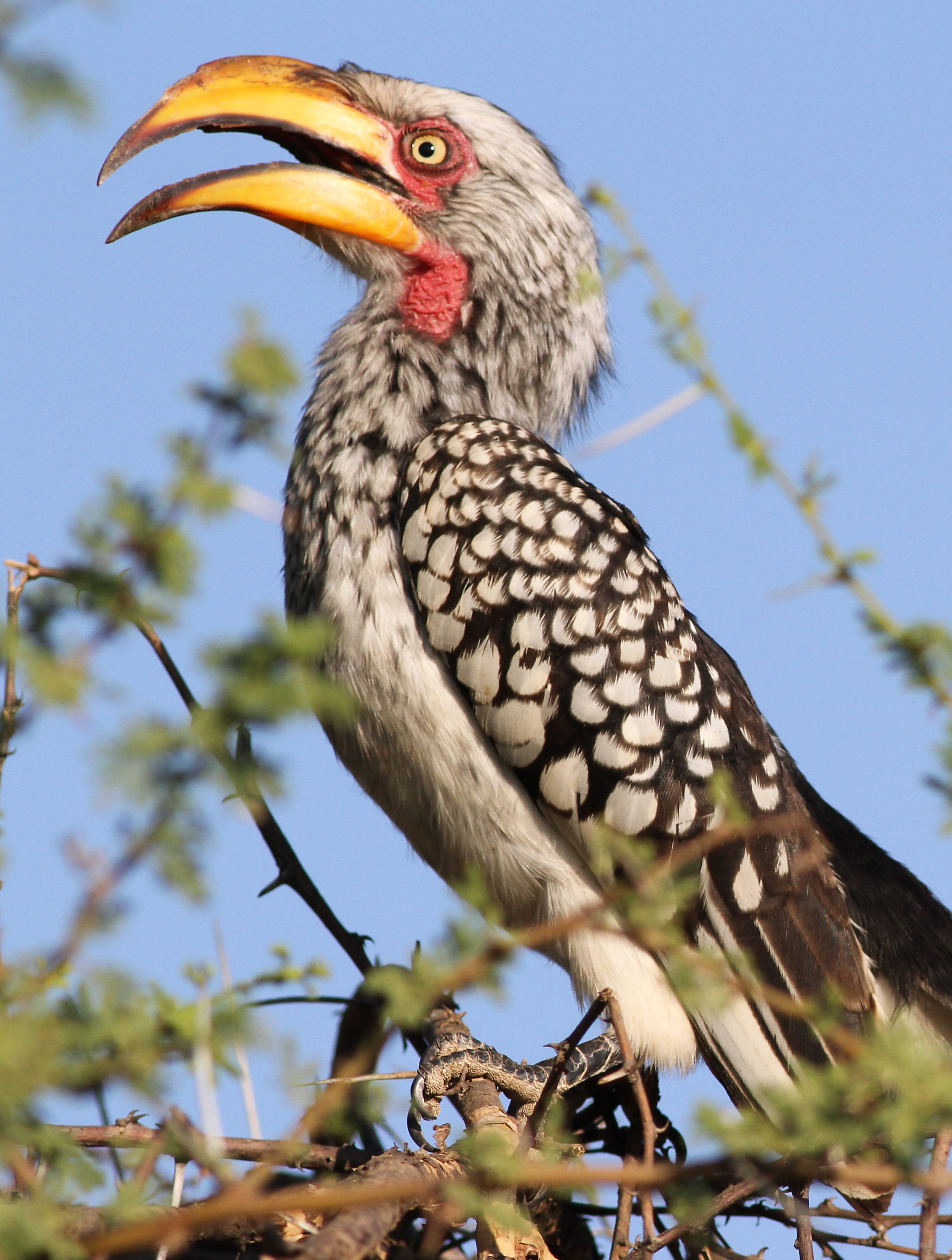
ミナミキハシサイチョウ（Southern Yellow-billed Hornbill female）、雌。

2018年の研究によれば温暖化4.5℃で、マダガスカルでは60%、南アフリカの西ケープ州フィンボス地域では種の3分の1、ミオンボ森林では両生類の約90%と鳥類の約86%が失われると見積もられている。
2019年の推定によると、アフリカに生息する現存の大型類人猿の生息範囲は、RCP4.5シナリオでさえも大幅に縮小する。新たな生息地に移動する可能性はあるがそれらの地域はほとんど現在の保護区外であり、保全計画の緊急な見直しが必要とされる。 
同じく2019年の推定では、南アフリカのカラハリ砂漠に固有の複数の鳥類種（Southern Pied Babbler、Southern Yellow-billed Hornbill、Southern Fiscal）が、この地域では絶滅するか東端部に分布縮小するとされた。気温が繁殖に必要な体重とエネルギーを維持できなくなるほどに高くなると予測されるためである。Southern Yellow-billed Hornbill（ミナミキハシサイチョウ）の繁殖は、2022年までにこの砂漠の最南部（最も暑い地域）では既に崩壊しており、これらの地域個体群は2027年までに絶滅すると予測されている。
2021年の推定によると、エチオピアの鳥類種であるWhite-tailed SwallowおよびEthiopian Bushcrowは、それぞれ2070年までに生息域の68～84%、および90%以上を失うとされている。これらの種は既に地理的分布域が僅少で、限定的な気候変動でも、種存続が可能な個体数を維持できず野生絶滅すると予想されている。

### アジア太平洋地域

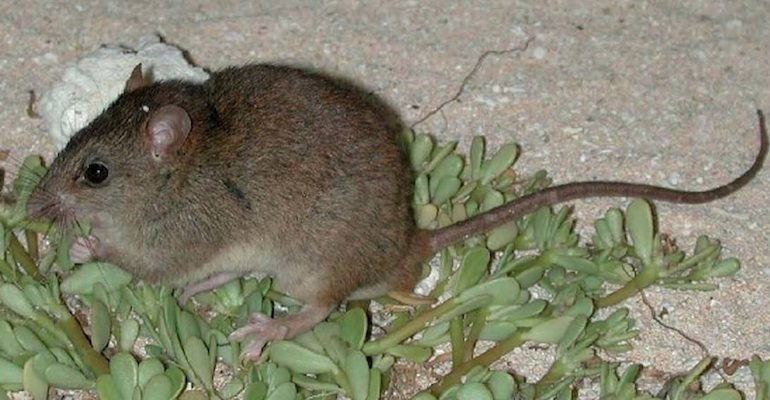
ブランブルケイメロミスは、気候変動が直接の原因で絶滅した最初の哺乳類種であると考えられている

2013年の論文は、太平洋と東南アジアにある12,900の島々とそこに生息する3,000種以上の脊椎動物を対象に、海面上昇が1、3、6メートルに達した場合の影響を分析した（注：海面上昇3ないし6メートルは今世紀中に起こるとは予測されていない）。海面上昇の程度に応じて、調査対象の島の15～62%が完全に水没し19～24%が面積の50～99%を失い、海面が1メートル上昇した場合には37種、3メートル上昇では118種の生息地が完全に失われるとした。その後2017年の論文も、太平洋の低地島に生息する脊椎動物種は、温暖化により今世紀末には高波の脅威に直面するとした。 
2008年に、ホワイト・レムロイドポッサムが気候変動によって絶滅に至った初の哺乳類と報道されたがこれは幸い誤りで、このポッサムのオーストラリア北クイーンズランドの山地林の集団は、気温が30℃を超えると耐えられないため深刻な脅威に晒されているものの、南に100キロメートル離れた地域の別集団は健全に生き延びている。しかしグレートバリアリーフの島に生息していた齧歯類ブランブルケイメロミスは人為的温暖化が引き起こした海面上昇によって絶滅したと確定した初の哺乳類であり、2019年にオーストラリア政府がその絶滅を正式に確認した。同じくオーストラリアに生息する齧歯類グレータースティックネスト・ラットも次に絶滅する可能性がある。
2018年の研究は、4.5℃の温暖化が進んだ場合、オーストラリア南西部の両生類の約90%が失われるとしている。
2019～2020年のオーストラリア山火事の後、ケイトリーフテールド・ヤモリは生息地の80%以上を失った。カンガルー島ダナート野ネズミはほぼ完全に絶滅し、生き残ったのは全500個体のうち1個体のみである可能性がある。この山火事でニューサウスウェールズ州だけでも8,000頭のコアラが失われ、種の存続がさらに危ぶまれている。
2022年の研究は、SSP1–2.6およびSSP5–8.5のシナリオで、それぞれ2%、34%のバングラデシュ在来蝶類が生息地を完全に失いうるとした。

### 欧州

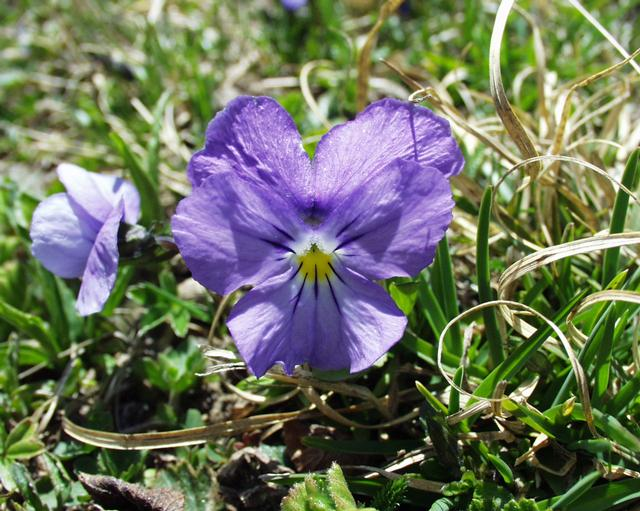
2050年頃にスイスアルプスでは絶滅すると予測されているViola calcarata

高山/山岳植物種は気候変動に対して特に脆弱である。2010年の研究は、欧州山岳地帯およびその周辺に位置する2,632種を調査し、気候シナリオによっては2070～2100年の間に高山植物の36～55%、亜高山植物の31～51%、山地植物の19～46%が、適した生息地の80%以上を失うとした。IUCNによればこれはその後10～100年の間に50%以上の確率で絶滅することを意味する。
2012年には、欧州アルプスの150種の植物について、今世紀末までにその分布域が平均44～50%縮小すると推定された。さらに残された分布域の約40%もまもなく不適になり「絶滅負債」（過去の出来事によって将来に種が絶滅すること）に陥るとされた。

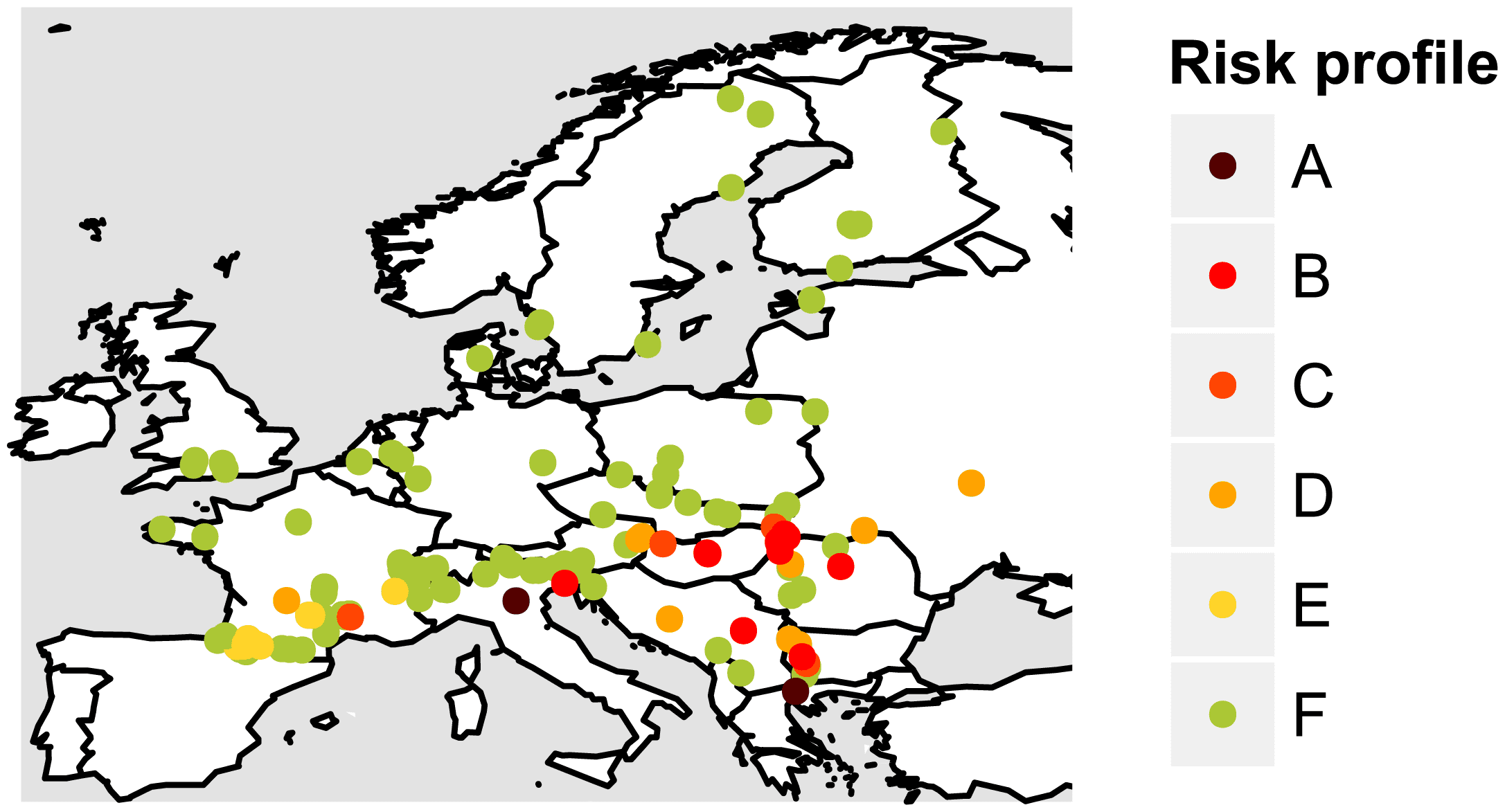
気候変動によって引き起こされる絶滅脅威に対する欧州のさまざまなトカゲ個体群の脆弱性とその生息域。色は、A: 差し迫ったリスク (紫) から F: 低リスク (緑) まで、集団のリスクプロファイルを表す。グループAはすでに危険にさらされており、BとCは2℃で危険にさらされる。グループDとEはそれぞれ3℃、4℃で脅威にさらされる可能性があり、グループFは脅威にさらされる可能性は低い。大まかには南に生息する種ほど気候変動に対し脆弱な傾向がみられる。

2015年の研究では、欧州におけるコモチカナヘビの個体群の将来存続を調べた。2℃の気温上昇では、2050年に個体群の11%、2100年には14%が局所的絶滅の危機に晒されるとされた。2100年に3℃まで上昇すれば21%、4℃では30%である。
2018年の推定では、地中海における代表的な海草の2種が最悪の温室効果ガス排出シナリオ下で大きく影響を受けるとされている。Posidonia oceanicaは2050年までに生息地の75%を失い2100年までに絶滅する可能性がある。Cymodocea nodosaは46%の生息地を失うが、以前は不適合であった地域へ分布拡大し安定すると予測されている。
別の2018年の研究では、アルプスに生息するTroglohyphantes属の洞窟グモに対する気候変動の影響を調査した。RCP2.6の低排出シナリオでも2050年までに生息地が約45%減少し、高排出シナリオでは2050年までに約55%、2070年までに約70%減少するとし、分布域が最も限られている種は絶滅しうると指摘している。
2022年には、以前の研究が急激で段階的（すなわち階段状）な気候変動をシミュレーションしていたのに対し、より現実的な勾配状（二酸化炭素高排出ほど急勾配）の気候変動シミュレーションでは、中程度RCP4.5および最悪RCP8.5のシナリオ下で、今世紀中盤以降に高山植物の多様性が一時的に回復する可能性が示された。しかしRCP8.5ではその回復は見せかけにすぎず、今世紀末には以前のシミュレーション結果と同様の多様性崩壊が起こるとされた。これは平均して気温が1℃上昇するごとに種の個体群増加率が7%低下するためであり、回復はAndrosace chamaejasmeやViola calcarataのような脆弱な種が絶滅した後に残されたニッチを、別の種が埋めることによって一時的に生じる現象である。
別の2022年の研究では、ドイツのバイエルン地方において過去40年間に起こった温暖化が、バッタ・チョウ・トンボの寒冷適応種を押し出し、一方で暖地適応種がより広く分布するようになったことが明らかとなった。すべての昆虫種の37%の占有率が減少し、最も減少したのはチョウ（41%、51 種）、次いでバッタ（41%、20 種）、トンボ（27%、17 種）であった。対照的に、すべての昆虫種の30%は占有率が増加し、最も増加したのはトンボ（52%、33 種）で、次いでバッタ（27%、13 種）、チョウ（20%、25 種）であった。種の33%では有意な変化が見られなかった。他の種には変化の傾向が見られなかった。この研究は地理的な分布域の変化のみを測定し、個体数の増減は計量化していない。研究は気候と土地利用変化の両方を考慮したが、後者はその土地に特有なチョウ類に対してのみ顕著な負の影響を持つと示唆された。

### 中南米

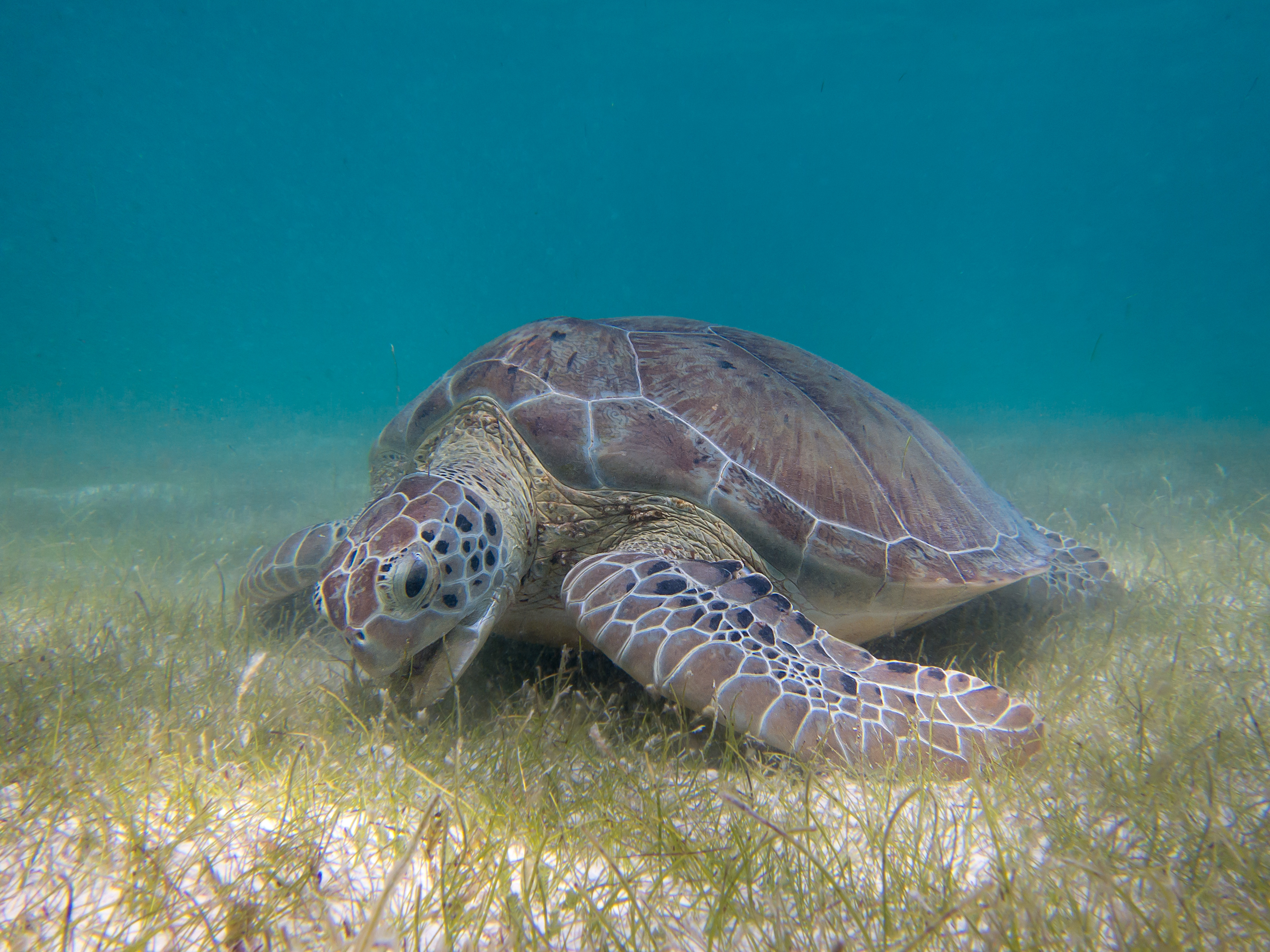
草を食むアオウミガメ

2016年の研究で、過去200年間にわたり収集された降雨量と潮温のデータを用い、カリブ海北東部のウミガメ（オサガメ、アオウミガメ、タイマイ）の性比変化と気候変動との関連が調査され、性比が気候変動の影響を受けていることが判明した。雌が殆どとなりこれらの種は絶滅の危機に晒されており、2030年にはアオウミガメの孵化個体のうちオスはわずか2.4%、2090年には0.4%にまで減少すると見込まれている。
2019年の研究は、2050年までに、アマゾン熱帯雨林の樹木種多様性が気候変動によるだけでも31～37%減少し、伐採による影響だけでは19～36%、それら複合的な影響では最大で58%に達するとしている。最悪シナリオでは、2050年までに元の熱帯雨林の面積のうち連続した生態系として残るのは53%のみであり、残りは酷く断片化されるとされた。WWFは、アマゾン熱帯雨林は4.5℃の温暖化下で植物種の69%を失うと推定している。

### 北米

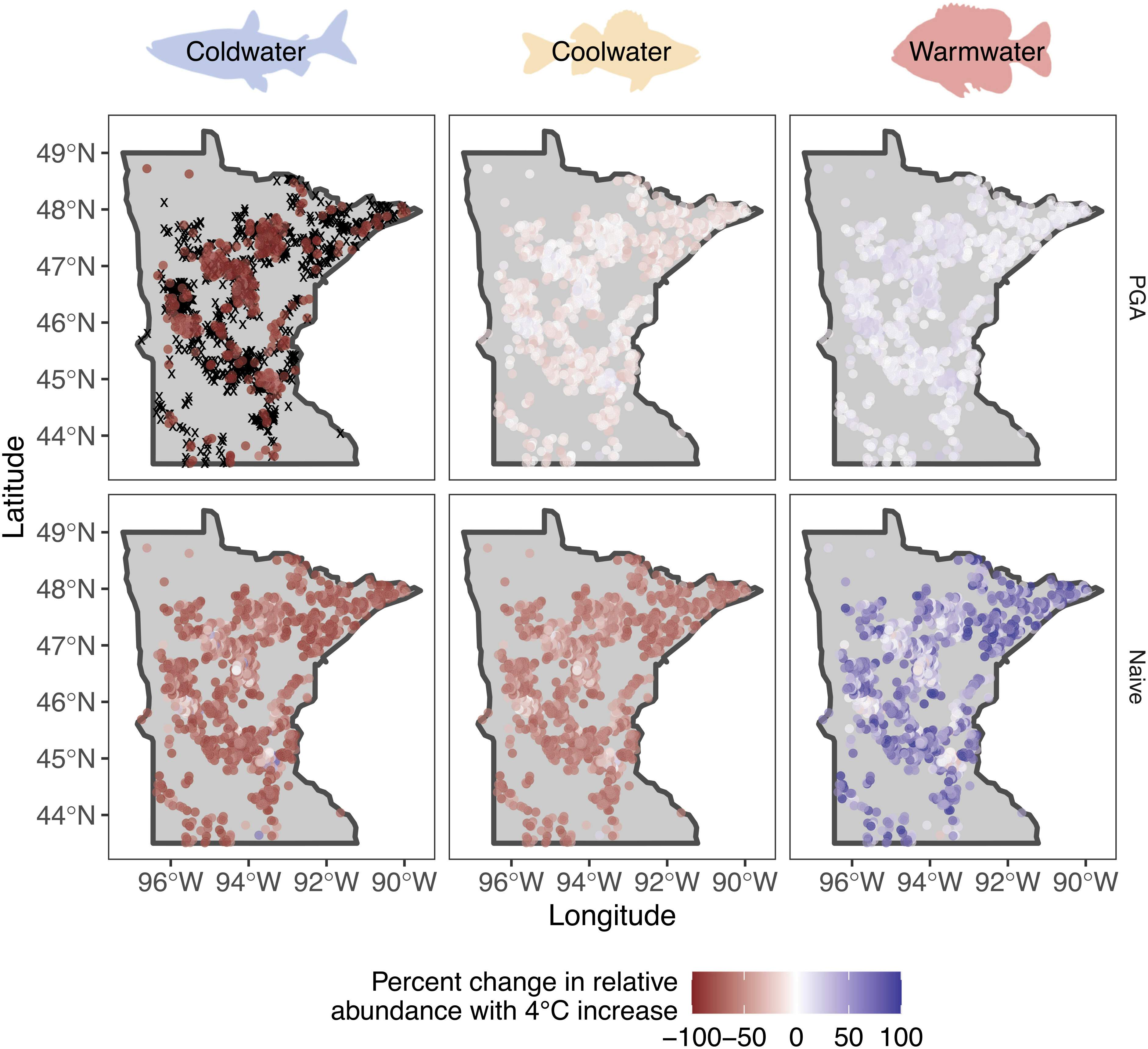
将来の温暖化下で予測されるミネソタ州の湖における淡水魚の分布変化。7月の平均水温上昇が4℃であるミネソタ州の湖のphysiologically guided abundance (PGA、上) モデルおよびnaive (下) モデルを使用して、冷水 (シスコ、左)、冷水 (イエローパーチ、中)、および暖水 (ブルーギル、右) の魚種の相対存在量の変化を予測した。黒の×は絶滅確率>90%と予測される湖。

気候変動を最近の昆虫の絶滅と結びつけた最初期の研究のひとつは2002年に発表されたもので、Bay checkerspot butterflyの2つの個体群が降水量の変化によって脅威に直面していることが示された。

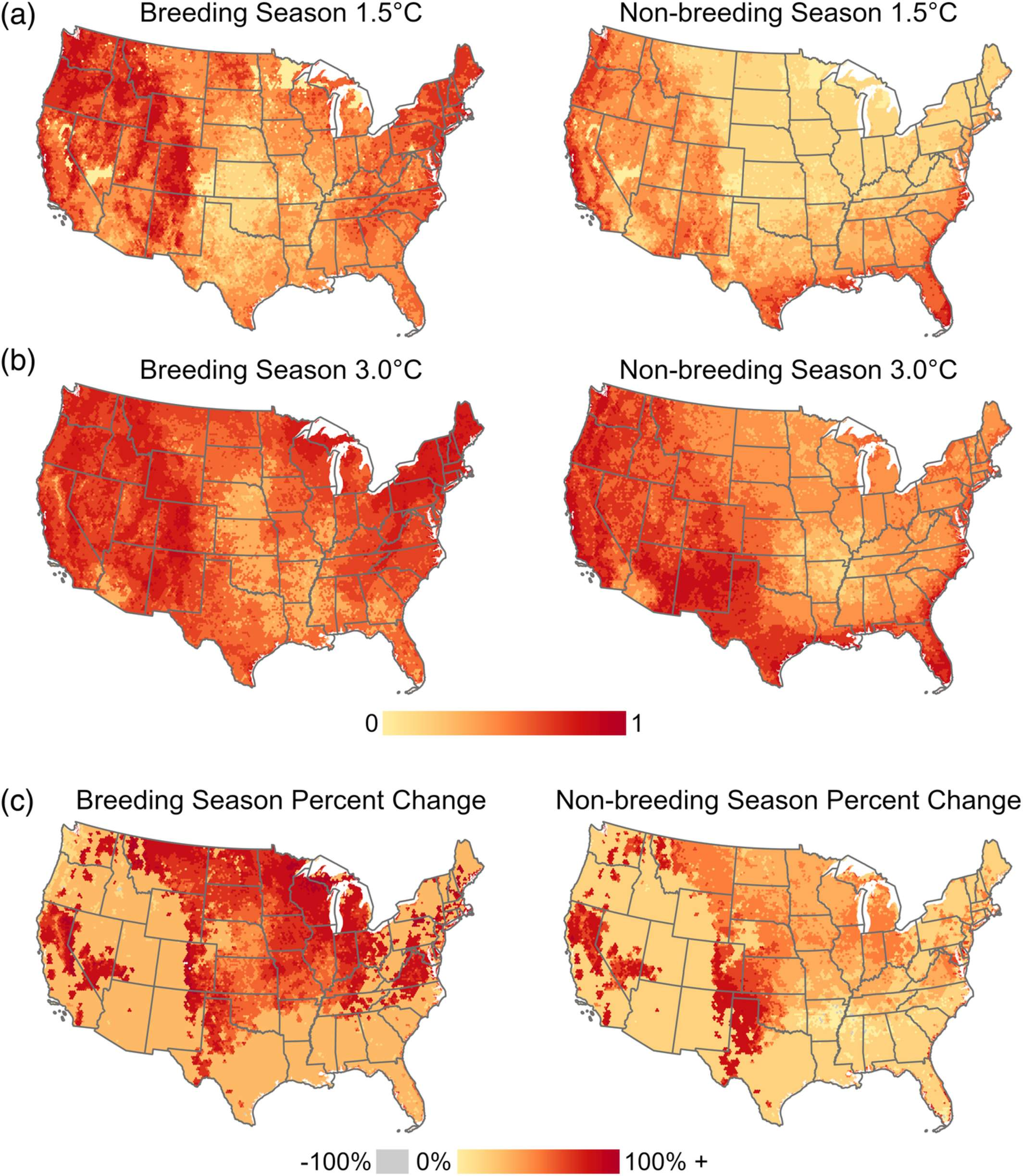
温暖化レベル悪化に伴う米国の鳥種の絶滅リスクの増加。温暖化1.5℃（a）、3.0℃（b）における繁殖期（左）および非繁殖期（右）のすべての鳥類に対するリスク。リスクは、同時発生する脅威・種の豊富さ・脆弱な種の豊富さの積として計算し最小値0最大値1として表している。２つの温暖化レベル間の変化率（c）は、（b）と（a）の差を 1.5 ℃ 未満のリスクで割ったものとして算出した。

2015年には、ハワイ在来の森林鳥は、RCP8.5または同等の温暖化シナリオの下、鳥マラリアの蔓延によって絶滅の危機に直面しうると予測された。これはRCP4.5シナリオであれば回避可能であるとされた。 
2017年の分析では、アラスカ沿岸の山岳地帯に生息するマウンテンゴートの個体群が2085年までに、分析に用いられた温暖化シナリオのうち半分で絶滅するという結果が出た。
2020年の研究では、北米本土に生息する604種の鳥類について、気温が1.5℃上昇した場合207種が中程度の絶滅リスク、47種が高リスクとされた。2℃では198種が中リスク、91種が高リスクとなり、3℃になると高リスク種（205種）が中リスク種（140種）を上回る。3℃と1.5℃を比較すると、76%の種で絶滅リスクが低下し38%の種はリスクから逃れられる。
2023年の研究では、米ミネソタ州の900の湖に生息する淡水魚について調査された。7月の水温が4℃上昇した場合（およそ同等の気温温暖化に相当）、冷水魚であるシスコは167の湖で絶滅となり、これはミネソタにおける生息域の61%に相当する。冷水性のイエローパーチはミネソタ州全体で約7%個体数が減少するが、暖水性のブルーギルは約10%増加するとされた。

### 両極域
2015年の予測は、気候変動によって多くの魚類が両極方向へ移動するとしている。最悪シナリオRCP8.5の下では、北極海では緯度0.5度ごとに2種、南極海では1.5種の新たな魚類が侵入・定着することになる。それに伴い極域以外では緯度0.5度ごとに6.5件の局所的絶滅が発生しうるとした。
2020年『Nature Climate Change』誌に掲載された研究は、北極の海氷減少がホッキョクグマの個体群に与える影響を、2つの気候変動シナリオの下で推定した。中温暖化シナリオでは、種として今世紀を越え存続するものの、いくつかの主要な亜個体群は消滅し、高温暖化シナリオでは高緯度の一部の個体群を除き今世紀中にほとんど絶滅するとした。米国地質調査所（USGS）の研究では、ホッキョクグマは北極海の海氷が縮小することでアラスカから絶滅する可能性があるが、カナダ北極諸島やグリーンランド北部沿岸の一部には生息地が残る可能性があるという。

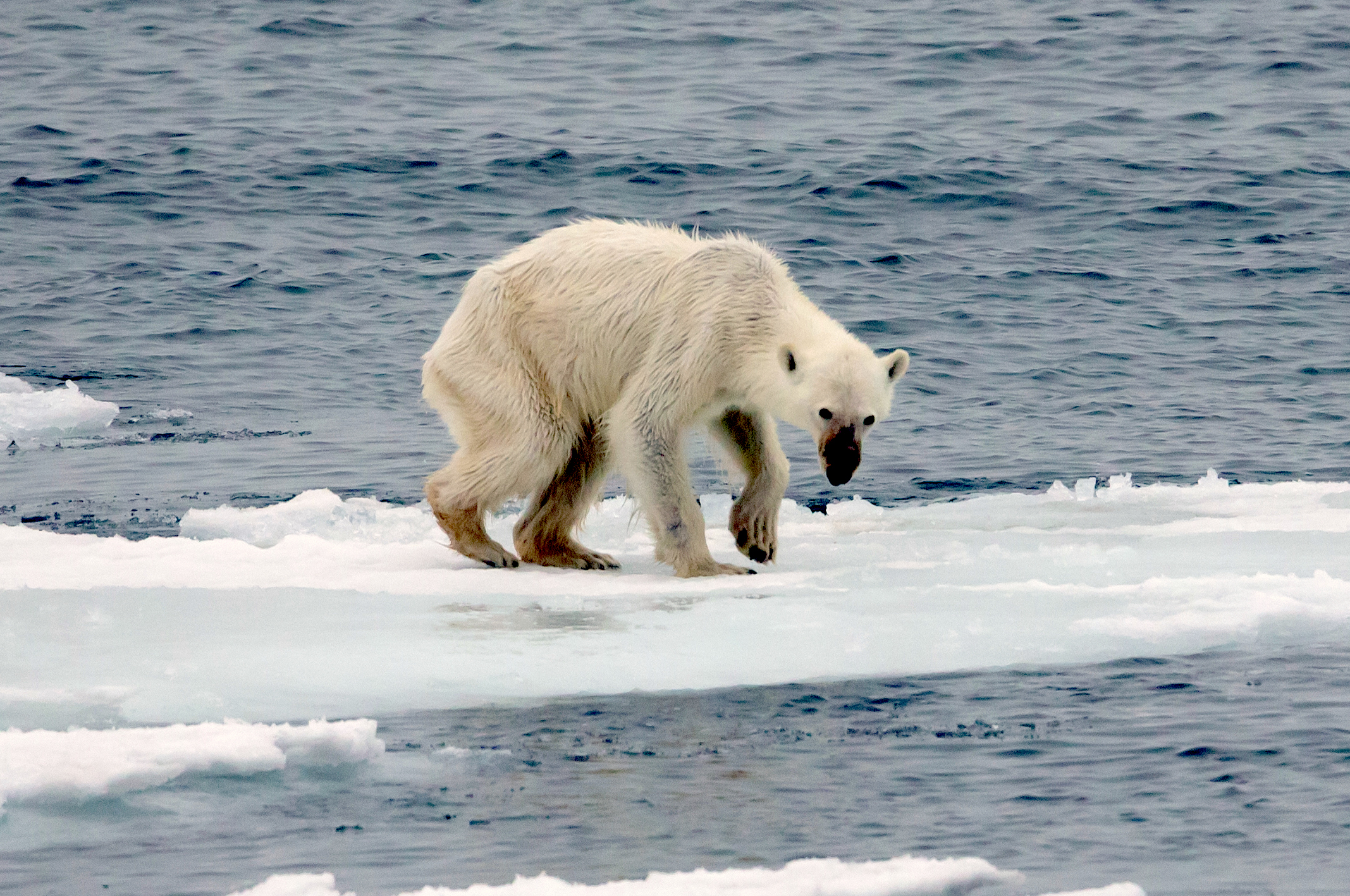
海洋温暖化により氷が以前よりもはるかに少なく、豊富な獲物に恵まれる高緯度北極圏の密集した海氷へと移動できないホッキョクグマが増えている。多くの場合彼らは、この写真の個体のように飢餓に苦しみ痩せ衰え死に至る。

気候変動はペンギンにとって特に脅威である。氷のないところに営巣するジェンツーペンギンは、これまでアクセスできなかった地域にまで分布を広げ、個体数を大きく増やしているが、アデリーペンギン・ヒゲペンギン・コウテイペンギン・キングペンギンの個体数は減少している:2327。ペンギン種が温暖化に対処するには順応・適応・または分布域移動によるが、分布域移動は元の生息地での局所的絶滅を意味する。

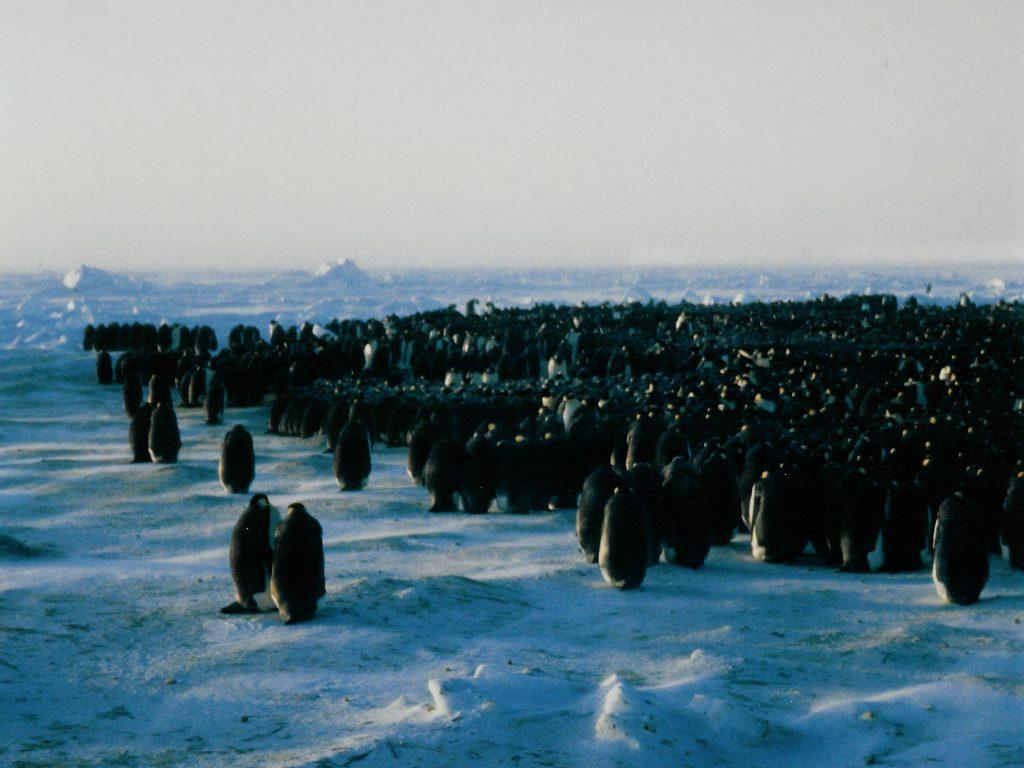
殆どのペンギンは南極温暖化の脅威に直面している。

2014年に発表されたマゼランペンギン最大のコロニーに関する27年間の研究によれば、気候変動による極端な天候によるヒナの平均年間死亡率は7%であり、ある年では最大50%を占めていた。このコロニーの繁殖ペアは1987年以降24%減少している。ヒゲペンギンの個体数もまた、主にナンキョクオキアミの減少により減っている。アデリーペンギンは2060年までに西南極半島沿岸のコロニーが約3分の1（全体の約20%）減少すると見積もられている。
早くも2008年には、南極海の水温が0.26℃上昇するごとにキングペンギンの個体数が9%減少するとの推定がなされていた。最悪の温暖化シナリオでは、キングペンギンは現在の8つの繁殖地のうち少なくとも2つを永久に失い、絶滅を避けるためには種の70%（110万ペア）が分布域移動を余儀なくされる。コウテイペンギンも同様のリスクにさらされており、温暖化抑制策がされない場合、2100年までに種の80%が絶滅の危機に瀕すると見積もられているが、された場合この数値は2℃目標で31%、1.5℃目標で19%にまで低下させうる。
2022年、南極の海氷面積は過去最低（当時）となり、コウテイペンギン繁殖に壊滅的な失敗をもたらした。低海氷の地域的な異常値が最も大きかったのは、南極半島西側のベリングスハウゼン海中部および東部地域であった。衛星画像によるコウテイペンギンのコロニーの地域的な繁殖状況調査により、この地域の5つの繁殖地のうち1か所を除くすべてで、2022年の繁殖期の巣立ち期開始前の海氷崩壊後に完全な繁殖失敗となったことが明らかであった。この海氷減少傾向が続けば早ければ今世紀中にコウテイペンギンは絶滅の可能性がある。米国魚類野生生物局は2022年10月、コウテイペンギンを絶滅の危機に瀕する種の保存に関する法律（ESA）に基づく絶滅危惧種に指定した。

## 気候変動に対する生物種の適応進化例

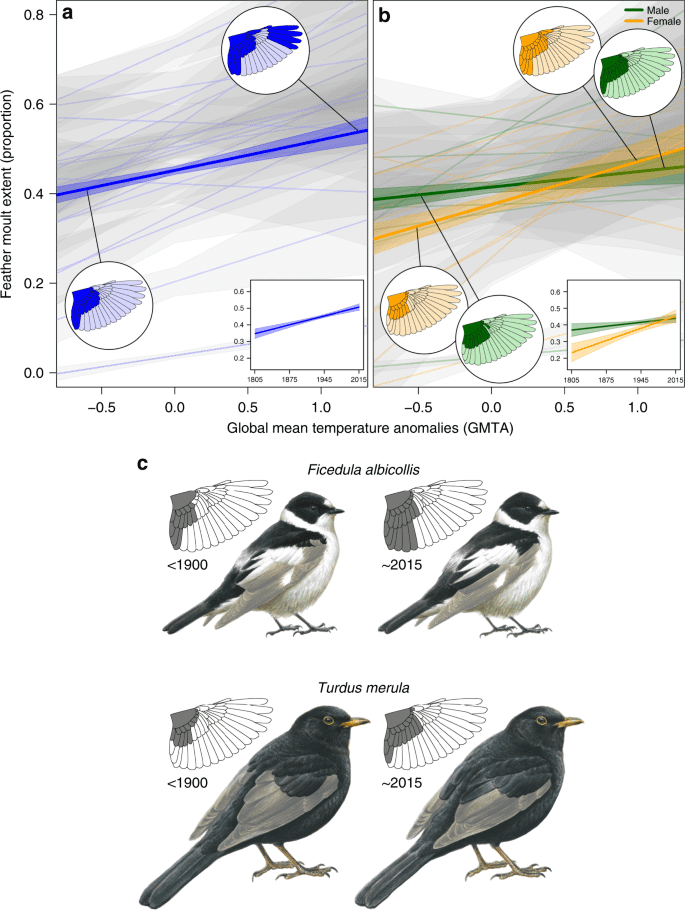
地球平均気温異常（GMTA、すなわち温暖化）と野鳥換羽の程度の関係。 (a) 19 種のスズメ目の成鳥に伴う換羽の程度。細線 (± 95% 信頼区間を影で示す) はそれぞれの鳥種を、太線はそれらから算出した全体傾向を示す。16 種で温暖化に伴い換羽範囲が大幅に増加している。 2 つの丸い挿入図は、調査期間 (1805～2016 年) の初めと終わりにおける換羽の範囲。四角い挿入図は、研究期間 (年) 全体にわたる換羽程度の全体傾向。(b) 調査期間全体にわたる性的二色性（雄雌で羽色が異なる種）のスズメ目 10 種の雄（緑）と雌（オレンジ）の換羽の範囲。細線太線・挿入図は(a)と同様。4つの種で温暖化に対する雌の反応が雄よりも強いことを示しており、1990年頃以降、雌は雄より広範な換羽をするようになった。(c) 温暖化に伴う換羽増加によって 幼鳥（1歳）の雄のシロエリヒタキ (上) とクロウタドリ(下) の外観の変化：1900年以前 (左)・2015年 (右) 。温暖化に伴い換羽回数が増え、幼鳥の外観は以前より成鳥のそれに近づいている。

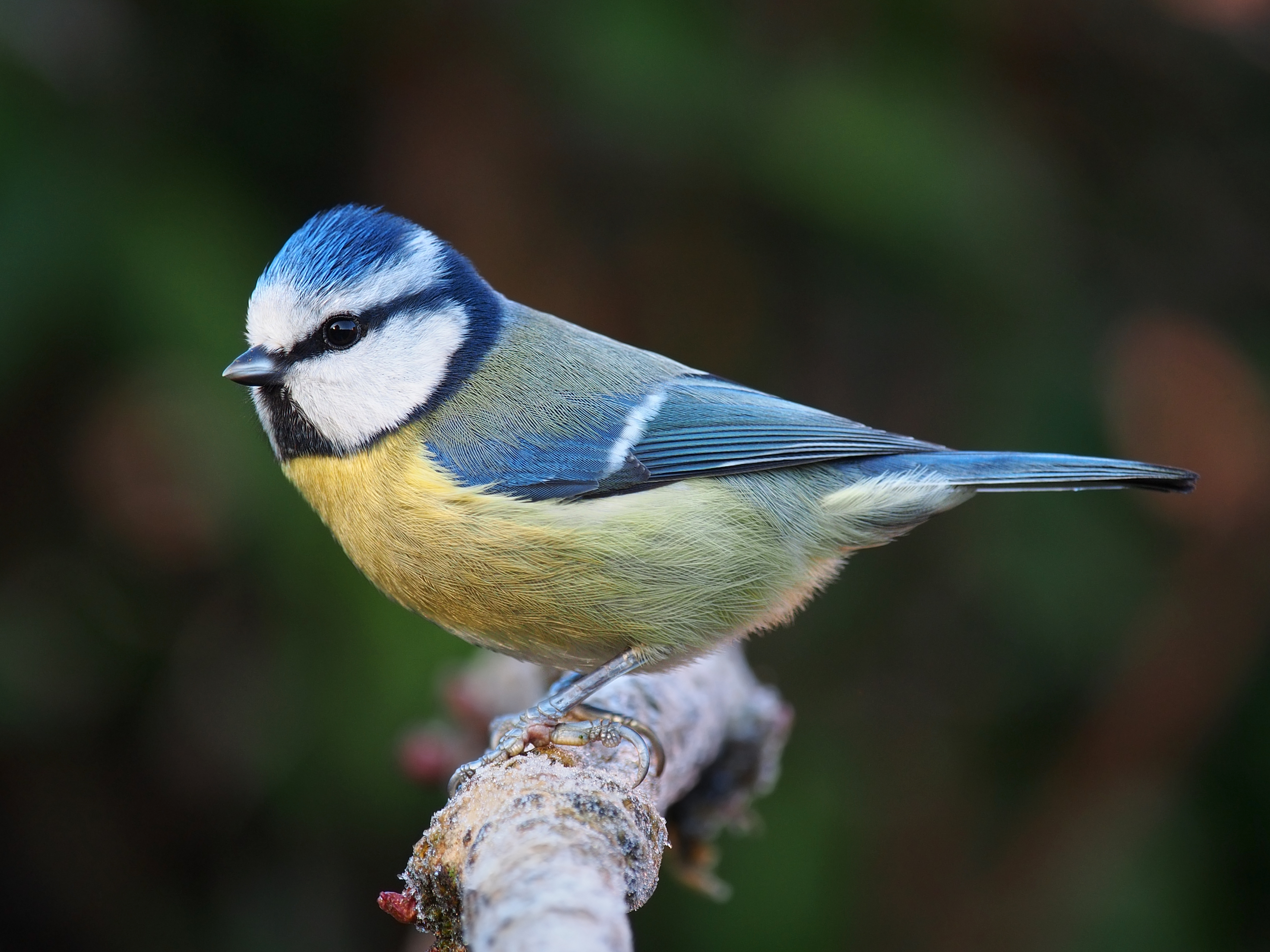
アオガラ

多くの種がすでに気候変動に対応して生息地を移動させている。たとえば南極のナンキョクコメススキは、かつては生育できなかった地域に進出している。同様に米国の土地面積の5～20%が、植生の移動によって今世紀末までに異なる生物群系になる可能性がある。しかしこのような移動には限界があり、今世紀末までに中程度温暖化シナリオの下でも、世界の変温動物の現在の分布域のうち、進化的適応せずともそのまま生息可能な場所が50キロメートル以内にあるのはわずか5%に過ぎず、しかもランダムに移動すると87%の確率でより不適切な場所に移動してしまうリスクがある。さらに熱帯地域の種は移動可能な範囲が最も狭く、温帯の山岳地帯に生息する種は不適切な場所に移動してしまうリスクが最も高い。
欧米の蝶類は、10の異なるゾーンにまたがる約160種が分布域を北に200キロメートル移動させている。英国では春に出現するチョウが20年前に比べて平均6日早く見られるようになった。一方で大型動物の移動範囲は人間による開発によって大幅に制限されている。
気候変動は、スコットランドのラム島におけるアカシカ個体群の遺伝子プールに影響を及ぼしている。温暖化により、調査期間中10年ごとに平均で3日早く出産が行われるようになった。早産をもたらす遺伝子を持つ個体は生涯を通じより多くの子を産む傾向があるため、この遺伝子の頻度が個体群内で増加している。
人為選択実験によって魚類が温暖化に対する耐性を獲得する可能性があることは示されたが、その進化速度は世代あたり0.04℃にとどまり、気候変動の影響から脆弱な種を保護するには不十分とされる。
気候変動はすでに一部の鳥類の外見に変化をもたらしている。1800年代の博物館標本と現在の同種の幼鳥を比較した研究では、現代の鳥はより早い段階で幼鳥羽から成鳥羽への換羽を完了しており、雌は雄より早いことが分かった。つまりそれだけ早く成長するようになったことを意味する。
アオガラは青と黄色の鮮やかな鳥だが、地中海では2005年から2019年の間にその色調が顕著に鈍くなっている。その変化は換羽時の気温と相関しており、温暖化によって野鳥の色は目立たなくなる可能性があることを示唆しているが、これが温暖化に処する上で有利かは不明である。

## 絶滅危惧種生物個体に対する直接的取り組み
温暖化抑制に加え、絶滅危惧種の生息地を保護地域内に堅持する「30x30」のような取り組みは、その種の生残を確保する上で極めて重要である。
野生絶滅種は、適切な生息地が自然環境下で回復されるまでの間、人工環境下で保護飼育し維持されている生物種である。飼育下繁殖が成功しない場合は、最後の手段として胚の凍結保存も提案される。
急進的な手法に補助移動（assisted migration）があり、気候変動によって脅かされている生物種を新たな生息地へ人為的に移動させる方法であり、野生動物回廊を整備してその生物種自らの移動を促す受動的方法と、人間の手で直接移送する能動的方法がある。後者については論争があり、たとえば現在北極海氷減少に直面しているホッキョクグマを南極に移すことは可能でもそれは南極では外来侵入種であり、南極生態系への影響が大きすぎるため容認できない。一方、植物の補助移動はすなわち古来からおこなわれている移植であり、すでに北米で複数の樹木種を救うため実施されている。

## 引用
1. 1 2 3 4  Warren, R.; Price, J.; VanDerWal, J.; Cornelius, S.; Sohl, H. (March 14, 2018). “The implications of the United Nations Paris Agreement on climate change for globally significant biodiversity areas” (英語). Climatic Change 147 (3–4):  395–409. Bibcode: 2018ClCh..147..395W. doi:10.1007/s10584-018-2158-6.
2. ↑  Pocheville, Arnaud (2015). “The Ecological Niche: History and Recent Controversies”. In Heams, Thomas; Huneman, Philippe; Lecointre, Guillaume et al.. Handbook of Evolutionary Thinking in the Sciences. Dordrecht: Springer. pp. 547–586. ISBN 978-94-017-9014-7
3. ↑  “Climate Change”. National Geographic (2019年3月28日). 2021年11月1日閲覧。
4. ↑  Witze, Alexandra. “Why extreme rains are gaining strength as the climate warms”. Nature 2021年7月30日閲覧。
5. ↑  Van der Putten, Wim H.; Macel, Mirka; Visser, Marcel E. (2010-07-12). “Predicting species distribution and abundance responses to climate change: why it is essential to include biotic interactions across trophic Levels”. Philosophical Transactions of the Royal Society B: Biological Sciences 365 (1549):  2025–2034. doi:10.1098/rstb.2010.0037. PMC 2880132. PMID 20513711.
6. 1 2  Buckley, Lauren B.; Tewksbury, Joshua J.; Deutsch, Curtis A. (2013-08-22). “Can terrestrial ectotherms escape the heat of climate change by moving?”. Proceedings of the Royal Society B: Biological Sciences 280 (1765):  20131149. doi:10.1098/rspb.2013.1149. ISSN 0962-8452. PMC 3712453. PMID 23825212.
7. ↑  “Summary for Policymakers”. Climate Change 2021: The Physical Science Basis. Working Group I contribution to the WGI Sixth Assessment Report of the Intergovernmental Panel on Climate Change. Intergovernmental Panel on Climate Change. (9 August 2021). p. SPM-23; Fig. SPM.6.  オリジナルの4 November 2021時点におけるアーカイブ。
8. 1 2  Maxwell, Sean L.; Butt, Nathalie; Maron, Martine; McAlpine, Clive A.; Chapman, Sarah; Ullmann, Ailish; Segan, Dan B.; Watson, James E. M. (2019). “Conservation implications of ecological responses to extreme weather and climate events” (英語). Diversity and Distributions 25 (4):  613–625. Bibcode: 2019DivDi..25..613M. doi:10.1111/ddi.12878. ISSN 1472-4642.
9. 1 2 3  Smith, Lauren (2016年6月15日). “Extinct: Bramble Cay melomys”. Australian Geographic. 2016年6月17日閲覧。
10. ↑  Pounds, Alan (12 January 2006). “Widespread Amphibian Extinctions from Epidemic Disease Driven by Global Warming”. Nature 439 (7073):  161–167. Bibcode: 2006Natur.439..161A. doi:10.1038/nature04246. PMID 16407945.
11. 1 2  “Media Release: Nature's Dangerous Decline 'Unprecedented'; Species Extinction Rates 'Accelerating'”. IPBES (2019年5月5日). 2023年6月21日閲覧。
12. 1 2 3 4 5  Cahill, Abigail E.; Aiello-Lammens, Matthew E.; Fisher-Reid, M. Caitlin; Hua, Xia; Karanewsky, Caitlin J.; Yeong Ryu, Hae; Sbeglia, Gena C.; Spagnolo, Fabrizio et al. (2013-01-07). “How does climate change cause extinction?”. Proceedings of the Royal Society B: Biological Sciences 280 (1750):  20121890. doi:10.1098/rspb.2012.1890. PMC 3574421. PMID 23075836.
13. ↑  Caro, Tim; Rowe, Zeke (2022). “An inconvenient misconception: Climate change is not the principal driver of biodiversity loss”. Conservation Letters 15 (3):  e12868. Bibcode: 2022ConL...15E2868C. doi:10.1111/conl.12868.
14. ↑  “Species and Climate Change”. IUCN Issues Brief.   IUCN (2021年10月). 2025年7月7日閲覧。
15. 1 2 3 4 5 6 7 8 9 10 11 12 13  Parmesan, C.; Morecroft, M.D.; Trisurat, Y.; Adrian, R.; Anshari, G.Z.; Arneth, A.; Gao, Q.; Gonzalez, P.; Harris, R.; Price, J.; Stevens, N.; Talukdarr, G.H. (2022). “Chapter 2: Terrestrial and Freshwater Ecosystems and Their Services” (PDF). In Pörtner, H.O.; Roberts, D.C.; Tignor, M.; Poloczanska, E.S.; Mintenbeck, K.; Alegría, A.; Craig, M.; Langsdorf, S.; Löschke, S.; Möller, V.; Okem, A.; Rama, B. (eds.). Climate Change 2022: Impacts, Adaptation and Vulnerability (Report). Cambridge, United Kingdom and New York, NY, US: Cambridge University Press. pp. 257–260. doi:10.1017/9781009325844.004.
16. ↑  “Climate change risk for half of plant and animal species in biodiversity hotspots”. ScienceDaily. (2018年3月13日) 2023年1月23日閲覧。
17. ↑  “The impacts of climate change on the annual cycles of birds”.   PMC PubMed Central (2009 Nov 27). 2025年7月7日閲覧。
18. ↑  Root, Terry L.; Price, Jeff T.; Hall, Kimberly R.; Schneider, Stephen H.; Rosenzweig, Cynthia; Pounds, J. Alan (January 2003). “Fingerprints of global warming on wild animals and plants”. Nature 421 (6918):  57–60. Bibcode: 2003Natur.421...57R. doi:10.1038/nature01333. PMID 12511952.
19. ↑  Rosenzweig, C.; Casassa, G.; Karoly, D. J.; Imeson, A.; Liu, C.; Menzel, A.; Rawlins, S.; Root, T. L.; Seguin, B.; Tryjanowski, P. (2007). Assessment of observed changes and responses in natural and managed systems (Report). Cambridge University Press. pp. 79–131. doi:10.5167/uzh-33180.
20. ↑  Root, T. L.; MacMynowski, D. P; Mastrandrea, M. D.; Schneider, S. H. (17 May 2005). “Human-modified temperatures induce species changes: Joint attribution”. Proceedings of the National Academy of Sciences 102 (21):  7465–7469. doi:10.1073/pnas.0502286102. PMC 1129055. PMID 15899975.
21. ↑  “Assessing Key Vulnerabilities and the Risk from Climate Change”. AR4 Climate Change 2007: Impacts, Adaptation, and Vulnerability (2007年). 2025年7月7日閲覧。
22. ↑  Amstrup, Steven C.; Stirling, Ian; Smith, Tom S.; Perham, Craig; Thiemann, Gregory W. (27 April 2006). “Recent observations of intraspecific predation and cannibalism among polar bears in the southern Beaufort Sea”. Polar Biology 29 (11):  997–1002. Bibcode: 2006PoBio..29..997A. doi:10.1007/s00300-006-0142-5.
23. ↑  “Uncertainty in Climate Model Projections of Arctic Sea Ice Decline: An Evaluation Relevant to Polar Bears”. 2025年7月7日閲覧。
24. ↑  Pertti Koskimies (compiler) (1999年). “International Species Action Plan for the Gyrfalcon Falco rusticolis”.   BirdLife International. 2007年12月28日閲覧。
25. ↑  “Snowy Owl”.   University of Alaska (2006年). 2008年9月10日時点のオリジナルよりアーカイブ。2007年12月28日閲覧。
26. ↑  Mills, L. Scott; Zimova, Marketa; Oyler, Jared; Running, Steven; Abatzoglou, John T.; Lukacs, Paul M. (15 April 2013). “Camouflage mismatch in seasonal coat color due to decreased snow duration”. Proceedings of the National Academy of Sciences 110 (18):  7360–7365. Bibcode: 2013PNAS..110.7360M. doi:10.1073/pnas.1222724110. PMC 3645584. PMID 23589881.
27. ↑  Lovell, Jeremy (2002年9月9日). “Warming Could End Antarctic Species”. CBS News 2008年1月2日閲覧。
28. ↑  Arendt, Jeffrey D. (June 1997). “Adaptive Intrinsic Growth Rates: An Integration Across Taxa”. The Quarterly Review of Biology 72 (2):  149–177. doi:10.1086/419764. JSTOR 3036336.
29. ↑  Biro, P. A.; Post, J. R.; Booth, D. J. (29 May 2007). “Mechanisms for climate-induced mortality of fish populations in whole-lake experiments”. Proceedings of the National Academy of Sciences 104 (23):  9715–9719. Bibcode: 2007PNAS..104.9715B. doi:10.1073/pnas.0701638104. PMC 1887605. PMID 17535908.
30. 1 2 3  Bryant, M. D. (14 January 2009). “Global climate change and potential effects on Pacific salmonids in freshwater ecosystems of southeast Alaska”. Climatic Change 95 (1–2):  169–193. Bibcode: 2009ClCh...95..169B. doi:10.1007/s10584-008-9530-x.
31. 1 2  Sales, L. P.; Culot, L.; Pires, M. (July 2020). “Climate niche mismatch and the collapse of primate seed dispersal services in the Amazon”. Biological Conservation 247 (9):  108628. Bibcode: 2020BCons.24708628S. doi:10.1016/j.biocon.2020.108628.
32. ↑  Malhi, Yadvinder; Franklin, Janet; Seddon, Nathalie; Solan, Martin; Turner, Monica G.; Field, Christopher B.; Knowlton, Nancy (2020-01-27). “Climate change and ecosystems: threats, opportunities and solutions”. Philosophical Transactions of the Royal Society B: Biological Sciences 375 (1794):  20190104. doi:10.1098/rstb.2019.0104. ISSN 0962-8436. PMC 7017779. PMID 31983329.
33. ↑  Sales, L. P.; Rodrigues, L.; Masiero, R. (November 2020). “Climate change drives spatial mismatch and threatens the biotic interactions of the Brazil nut”. Global Ecology and Biogeography 30 (1):  117–127. doi:10.1111/geb.13200.
34. ↑  Trisos, Christopher H.; Merow, Cory; Pigot, Alex L. (8 April 2020). “The projected timing of abrupt ecological disruption from climate change”. Nature 580 (7804):  496–501. Bibcode: 2020Natur.580..496T. doi:10.1038/s41586-020-2189-9. PMID 32322063.
35. ↑  “Extinction risk from climate change”. Nature 427 (6970):  145–8. (January 2004). Bibcode: 2004Natur.427..145T. doi:10.1038/nature02121. PMID 14712274.  オリジナルの2017-07-31時点におけるアーカイブ。 2019年7月10日閲覧。.
36. ↑  “Reducing uncertainty in projections of extinction risk from climate change”. Global Ecology and Biogeography 14 (6):  529–538. (2005). Bibcode: 2005GloEB..14..529A. doi:10.1111/j.1466-822X.2005.00182.x.
37. ↑  “Model-based uncertainty in species range prediction”. Journal of Biogeography 33 (10):  1704–1711. (2006). Bibcode: 2006JBiog..33.1704P. doi:10.1111/j.1365-2699.2006.01460.x.
38. ↑  “Biodiversity conservation: effects of changes in climate and land use”. Nature 430 (6995):  2 p following 33; discussion following 33. (July 2004). doi:10.1038/nature02717. PMID 15233130.
39. ↑  “Biodiversity conservation: climate change and extinction risk”. Nature 430 (6995):  3 p following 33; discussion following 33. (July 2004). doi:10.1038/nature02718. PMID 15237466.
40. ↑  “Forecasting the Effects of Global Warming on Biodiversity”. BioScience 57 (3):  227–236. (2007). doi:10.1641/B570306.
41. ↑  “Biodiversity conservation: uncertainty in predictions of extinction risk”. Nature 430 (6995):  1 p following 33; discussion following 33. (July 2004). doi:10.1038/nature02716. PMID 15237465.
42. ↑  “Uncertainty in predictions of extinction risk/Effects of changes in climate and land use/Climate change and extinction risk (reply)”. Nature 430 (6995):  34. (2004). doi:10.1038/nature02719.
43. ↑  Maclean, Ilya M. D.; Wilson, Robert J. (July 11, 2011). “Recent ecological responses to climate change support predictions of high extinction risk” (英語). PNAS 108 (30):  12337–12342. Bibcode: 2011PNAS..10812337M. doi:10.1073/pnas.1017352108. PMC 3145734. PMID 21746924.
44. ↑  Parry, Wynne (2012年1月6日). “Climate change models flawed, extinction rate likely higher than predicted”.  csmonitor.com. 2025年7月7日閲覧。
45. ↑  Isbell, Forest; Balvanera, Patricia; Mori, Akira S; He, Jin-Sheng; Bullock, James M; Regmi, Ganga Ram; Seabloom, Eric W; Ferrier, Simon et al. (18 July 2022). “Expert perspectives on global biodiversity loss and its drivers and impacts on people” (英語). Frontiers in Ecology and the Environment 21 (2):  94–103. doi:10.1002/fee.2536.
46. 1 2 3 4  Wiens, John J.; Zelinka, Joseph (3 January 2024). “How many species will Earth lose to climate change?” (英語). Global Change Biology 30 (1):  e17125. doi:10.1111/gcb.17125. PMID 38273487.
47. ↑  Urban, Mark (5 December 2024). “Climate change extinctions”. Science 386 (6726):  1123-1128. doi:10.1126/science.adp4461.
48. ↑  “How many species could go extinct from climate change? It depends on how hot it gets.”.  NPR (2024年12月7日). 2025年7月7日閲覧。
49. 1 2  Kaiho, Kunio (23 November 2022). “Extinction magnitude of animals in the near future” (英語). Scientific Reports 12 (1):  19593. Bibcode: 2022NatSR..1219593K. doi:10.1038/s41598-022-23369-5. PMC 9684554. PMID 36418340.
50. ↑  Kaiho, Kunio (2022-11-23). “Extinction magnitude of animals in the near future” (英語). Scientific Reports 12 (1):  19593. Bibcode: 2022NatSR..1219593K. doi:10.1038/s41598-022-23369-5. ISSN 2045-2322. PMC 9684554. PMID 36418340.
51. ↑  Song, Haijun; Kemp, David B.; Tian, Li; Chu, Daoliang; Song, Huyue; Dai, Xu (August 4, 2021). “Thresholds of temperature change for mass extinctions” (英語). Nature Communications 12 (1):  4694. Bibcode: 2021NatCo..12.4694S. doi:10.1038/s41467-021-25019-2. PMC 8338942. PMID 34349121.
52. ↑  Kaiho, Kunio (July 22, 2022). “Relationship between extinction magnitude and climate change during major marine and terrestrial animal crises” (英語). Biogeosciences 19 (14):  3369–3380. Bibcode: 2022BGeo...19.3369K. doi:10.5194/bg-19-3369-2022.
53. 1 2  Strona, Giovanni; Bradshaw, Corey J.A. (16 December 2022). “Coextinctions dominate future vertebrate losses from climate and land use change” (英語). Science Advances 8 (50):  eabn4345. Bibcode: 2022SciA....8N4345S. doi:10.1126/sciadv.abn4345. PMC 9757742. PMID 36525487.
54. 1 2 3  Warren, R.; Price, J.; Graham, E.; Forstenhaeusler, N.; VanDerWal, J. (18 May 2018). “The projected effect on insects, vertebrates, and plants of limiting global warming to 1.5°C rather than 2°C” (英語). Science 360 (6390):  791–795. doi:10.1126/science.aar3646. PMID 29773751.
55. ↑  Murali, Gopal; Iwamura, Takuya Iwamura; Meiri, Shai; Roll, Uri (January 18, 2023). “Future temperature extremes threaten land vertebrates” (英語). Nature 615 (7952):  461–467. Bibcode: 2023Natur.615..461M. doi:10.1038/s41586-022-05606-z. PMID 36653454.
56. 1 2 3 4 5  Liu, Xiaoping; Guo, Renyun; Xu, Xiaocong; Shi, Qian; Li, Xia; Yu, Haipeng; Ren, Yu; Huang, Jianping (April 3, 2023). “Future Increase in Aridity Drives Abrupt Biodiversity Loss Among Terrestrial Vertebrate Species” (英語). Earth's Future 11 (4):  e2022EF003162. Bibcode: 2023EaFut..1103162L. doi:10.1029/2022EF003162.
57. 1 2  Feijo, Anderson; Karlsson, Catharina M.; Tian, Russell; Yang, Qisen; Hughes, Alice C. (August 12, 2022). “Extreme-sized anurans are more prone to climate-driven extinctions” (英語). Climate Change Ecology 4:  100062. doi:10.1016/j.ecochg.2022.100062.
58. 1 2 3  Foden, Wendy B.; Butchart, Stuart H. M.; Stuart, Simon N.; Vié, Jean-Christophe; Akçakaya, H. Resit; Angulo, Ariadne; DeVantier, Lyndon M.; Gutsche, Alexander et al. (June 12, 2013). “Identifying the World's Most Climate Change Vulnerable Species: A Systematic Trait-Based Assessment of all Birds, Amphibians and Corals” (英語). PLOS ONE 8 (6):  e65427. Bibcode: 2013PLoSO...865427F. doi:10.1371/journal.pone.0065427. PMC 3680427. PMID 23950785.
59. ↑  Ritchie, Hannah; Spooner, Fiona; Roser, Max (2022-12-19). “Biodiversity” (英語). Our World in Data Chart 88.
60. ↑  Şekercioğlu, Çağan H.; Primack, Richard B.; Wormworth, Janice (April 2012). “The effects of climate change on tropical birds”. Biological Conservation 148 (1):  1–18. Bibcode: 2012BCons.148....1S. doi:10.1016/j.biocon.2011.10.019.
61. ↑  Barbarossa, Valerio; Bosmans, Joyce; Wanders, Niko; King, Henry; Bierkens, Marc F. P.; Huijbregts, Mark A. J.; Schipper, Aafke M. (March 15, 2021). “Threats of global warming to the world's freshwater fishes” (英語). Nature Communications 12 (1):  1701. Bibcode: 2021NatCo..12.1701B. doi:10.1038/s41467-021-21655-w. PMC 7960982. PMID 33723261.
62. ↑  “Unchecked global emissions on track to initiate mass extinction of marine life”. Phys.org. 2023年3月4日閲覧。
63. ↑  Penn, Justin L.; Deutsch, Curtis (29 April 2022). “Avoiding ocean mass extinction from climate warming” (英語). Science 376 (6592):  524–526. Bibcode: 2022Sci...376..524P. doi:10.1126/science.abe9039. ISSN 0036-8075. PMID 35482875.
64. ↑  Sinervo, Barry; Méndez-de-la-Cruz, Fausto; Miles, Donald B.; Heulin, Benoit; Bastiaans, Elizabeth; Villagrán-Santa Cruz, Maricela; Lara-Resendiz, Rafael; Martínez-Méndez, Norberto et al. (14 May 2010). “Erosion of lizard diversity by climate change and altered thermal niches” (英語). Science 328 (5980):  894–899. Bibcode: 2010Sci...328..894S. doi:10.1126/science.1184695. PMID 20466932.
65. ↑  Huey, Raymond B.; Deutsch, Curtis A.; Tewksbury, Joshua J.; Vitt, Laurie J.; Hertz, Paul E.; Álvarez Pérez, Héctor J.; Garland, Theodore (June 7, 2009). “Why tropical forest lizards are vulnerable to climate warming” (英語). Proceedings of the Royal Society B: Biological Sciences 276 (1664):  1939–1948. doi:10.1098/rspb.2008.1957. PMC 2677251. PMID 19324762.
66. 1 2  Dietzel, Andreas; Bode, Michael; Connolly, Sean R.; Hughes, Terry P. (1 March 2021). “The population sizes and global extinction risk of reef-building coral species at biogeographic scales” (英語). Nature Ecology & Evolution 5 (5):  663–669. Bibcode: 2021NatEE...5..663D. doi:10.1038/s41559-021-01393-4. PMID 33649542.
67. ↑  Muir, Paul R.; Obura, David O.; Hoeksema, Bert W.; Sheppard, Charles; Pichon, Michel; Richards, Zoe T. (14 February 2022). “Conclusions of low extinction risk for most species of reef-building corals are premature” (英語). Nature Ecology & Evolution 6 (4):  357–358. Bibcode: 2022NatEE...6..357M. doi:10.1038/s41559-022-01659-5. PMID 35165390.
68. ↑  Dietzel, Andreas; Bode, Michael; Connolly, Sean R.; Hughes, Terry P. (14 February 2022). “Reply to: Conclusions of low extinction risk for most species of reef-building corals are premature” (英語). Nature Ecology & Evolution 6 (4):  359–360. Bibcode: 2022NatEE...6..359D. doi:10.1038/s41559-022-01660-y. PMID 35165391.
69. ↑  “Half a trillion corals: World-first coral count prompts rethink of extinction risks”. Phys.org (2021年3月1日). 2025年7月7日閲覧。
70. ↑  Dixon, Adele M.; Forster, Piers M.; Heron, Scott F.; Stoner, Anne M. K.; Beger, Maria (1 February 2022). “Future loss of local-scale thermal refugia in coral reef ecosystems” (英語). PLOS Climate 1 (2):  e0000004. doi:10.1371/journal.pclm.0000004.
71. ↑  “Last refuges for coral reefs to disappear above 1.5C of global warming, study finds”. Carbon Brief (2022年2月1日). 2025年7月7日閲覧。
72. ↑  Soroye, Peter; Newbold, Tim; Kerr, Jeremy (7 Feb 2020). “Climate change contributes to widespread declines among bumble bees across continents”. Science 367 (6478):  685–688. Bibcode: 2020Sci...367..685S. doi:10.1126/science.aax8591. PMID 32029628.
73. ↑  “Bumblebees are disappearing at rates 'consistent with mass extinction'”. USA Today. 2020年11月3日閲覧。
74. ↑  Lughadha, Eimear Nic; Bachman, Steven P.; Leão, Tarciso C. C.; Forest, Félix; Halley, John M.; Moat, Justin; Acedo, Carmen; Bacon, Karen L. et al. (29 September 2020). “Extinction risk and threats to plants and fungi” (英語). Plants People Planet 2 (5):  389–408. doi:10.1002/ppp3.10146.
75. ↑  Carvalho, Joana S.; Graham, Bruce; Bocksberger, Gaёlle; Maisels, Fiona; Williamson, Elizabeth A.; Wich, Serge; Sop, Tenekwetche; Amarasekaran, Bala et al. (6 June 2021). “Predicting range shifts of African apes under global change scenarios” (英語). Diversity and Distributions 27 (9):  1663–1679. Bibcode: 2021DivDi..27.1663C. doi:10.1111/ddi.13358.
76. ↑  Conradie, Shannon R.; Woodborne, Stephan M.; Cunningham, Susan J.; McKechnie, Andrew E. (June 24, 2019). “Chronic, sublethal effects of high temperatures will cause severe declines in southern African arid-zone birds during the 21st century” (英語). PNAS 116 (28):  14065–14070. Bibcode: 2019PNAS..11614065C. doi:10.1073/pnas.1821312116. PMC 6628835. PMID 31235571.
77. ↑  Pattinson, Nicholas B.; van de Ven, Tanja M. F. N.; Finnie, Mike J.; Nupen, Lisa J.; McKechnie, Andrew E.; Cunningham, Susan J. (May 19, 2022). “Collapse of Breeding Success in Desert-Dwelling Hornbills Evident Within a Single Decade” (英語). Frontiers in Ecology and Evolution 10. doi:10.3389/fevo.2022.842264.
78. ↑  Kitanovska, Simona (2022年5月19日). “Colorful Bird Famously Featured in 'The Lion King' Nearly Going Extinct”. Newsweek 2023年1月23日閲覧。
79. ↑  Bladon, Andrew J.; Donald, Paul F.; Collar, Nigel J.; Denge, Jarso; Dadacha, Galgalo; Wondafrash, Mengistu; Green, Rhys E. (May 19, 2021). “Climatic change and extinction risk of two globally threatened Ethiopian endemic bird species” (英語). PLOS ONE 16 (5):  e0249633. Bibcode: 2021PLoSO..1649633B. doi:10.1371/journal.pone.0249633. PMC 8133463. PMID 34010302.
80. ↑  Wetzel, Florian T.; Beissmann, Helmut; Penn, Dustin J.; Jetz, Walter (February 26, 2013). “Vulnerability of terrestrial island vertebrates to projected sea-level rise” (英語). Global Change Biology 19 (7):  2058–2070. Bibcode: 2013GCBio..19.2058W. doi:10.1111/gcb.12185. PMID 23504764.
81. ↑  Kumar, Lalit; Shafapour Tehrany, Mahyat (13 July 2017). “Climate change impacts on the threatened terrestrial vertebrates of the Pacific Islands” (英語). Scientific Reports 7 (1):  19593. Bibcode: 2022NatSR..1219593K. doi:10.1038/s41598-022-23369-5. PMC 9684554. PMID 36418340.
82. ↑  Nowak, Rachel (2009年3月31日). “Rumours of possum's death were greatly exaggerated”. New Scientist. 2025年7月7日閲覧。
83. ↑  Sinclair, Anderson, Callander, Bourne, Sitters, Joseph, Kanowski (2024). “Eco-Health Report 2023: Mt Gibson Sanctuary”. Australian Wildlife Conservancy.
84. ↑  Ward, Michelle; Tulloch, Ayesha I. T.; Radford, James Q.; Williams, Brooke A.; Reside, April E.; Macdonald, Stewart L.; Mayfield, Helen J.; Maron, Martine et al. (October 2020). “Impact of 2019–2020 mega-fires on Australian fauna habitat” (英語). Nature Ecology & Evolution 4 (10):  1321–1326. Bibcode: 2020NatEE...4.1321W. doi:10.1038/s41559-020-1251-1. ISSN 2397-334X. PMID 32690905.
85. ↑  Ed Yong (2020年1月14日). “The Bleak Future of Australian Wildlife”. The Atlantic. 2020年2月8日閲覧。
86. ↑  “Are Australia's koalas going extinct? We asked an ecologist.”. Vox (2020年1月14日). 2020年2月8日閲覧。
87. ↑  Natasha Daly (2019年11月25日). “No, koalas aren't 'functionally extinct'—yet”. National Geographic. 2019年11月26日時点のオリジナルよりアーカイブ。2020年2月8日閲覧。
88. ↑  Chowdbury, Shawan (11 November 2022). “Threatened species could be more vulnerable to climate change in tropical countries”. Science of the Total Environment 858 (Pt 2):  159989. doi:10.1016/j.scitotenv.2022.159989. PMID 36347284.
89. ↑  Engler, Robin; Randin, Cristophe F.; Thuiler, Wilfried; Dullinger, Stefan; Zimmermann, Niklaus E.; Araujo, Miguel B.; Pearman, Peter B.; Le Lay, Gwenaelle et al. (24 December 2010). “21st century climate change threatens mountain flora unequally across Europe” (英語). Global Change Biology 17 (7):  2330–2341. doi:10.1111/j.1365-2486.2010.02393.x.
90. ↑  Dullinger, Stefan; Gattringer, Andreas; Thuiler, Wilfried; Moser, Dietmar; Zimmermann, Niklaus E.; Guisan, Antoine; Willner, Wolfgang; Plutzar, Cristoph et al. (6 May 2012). “Extinction debt of high-mountain plants under twenty-first-century climate change” (英語). Nature Climate Change 2 (8):  619–622. Bibcode: 2012NatCC...2..619D. doi:10.1038/nclimate1514.
91. 1 2  Bestion, Elvire; Teyssier, Aimeric; Richard, Murielle; Clobert, Jean; Cote, Julien (October 26, 2015). “Live Fast, Die Young: Experimental Evidence of Population Extinction Risk due to Climate Change” (英語). PLOS Biology 13 (10):  e1002281. doi:10.1371/journal.pbio.1002281. PMC 4621050. PMID 26501958.
92. ↑  Chefaoui, Rosa M.; Duarte, Carlos M.; Serrão, Ester A. (July 14, 2018). “Dramatic loss of seagrass habitat under projected climate change in the Mediterranean Sea” (英語). Global Change Biology 24 (10):  4919–4928. Bibcode: 2018GCBio..24.4919C. doi:10.1111/gcb.14401. PMID 30006980.
93. ↑  Mammola, Stefano; Goodacre, Sara L.; Isaia, Marco (January 2018). “Climate change may drive cave spiders to extinction”. Ecography 41 (1):  233–243. Bibcode: 2018Ecogr..41..233M. doi:10.1111/ecog.02902. hdl:2318/1623725.
94. 1 2  Block, Sebastián; Maechler, Marc-Jacques; Levine, Jacob I.; Alexander, Jake M.; Pellissier, Loïc; Levine, Jonathan M. (26 August 2022). “Ecological lags govern the pace and outcome of plant community responses to 21st-century climate change” (英語). Ecology Letters 25 (10):  2156–2166. Bibcode: 2022EcolL..25.2156B. doi:10.1111/ele.14087. PMC 9804264. PMID 36028464.
95. ↑  Nomoto, Hanna A.; Alexander, Jake M. (29 March 2021). “Drivers of local extinction risk in alpine plants under warming climate” (英語). Ecology Letters 24 (6):  1157–1166. Bibcode: 2021EcolL..24.1157N. doi:10.1111/ele.13727. PMC 7612402. PMID 33780124.
96. ↑  Engelhardt, Eva Katharina; Biber, Matthias F.; Dolek, Matthias; Fartmann, Thomas; Hochkirch, Axel; Leidinger, Jan; Löffler, Franz; Pinkert, Stefan et al. (10 May 2022). “Consistent signals of a warming climate in occupancy changes of three insect taxa over 40 years in central Europe” (英語). Global Change Biology 28 (13):  3998–4012. doi:10.1111/gcb.16200. PMID 35535680.
97. ↑  “Sand temperatures for nesting sea turtles in the Caribbean: Implications for hatchling sex ratios in the face of climate change”. Journal of Experimental Marine Biology and Ecology 474:  92–99. (2016). Bibcode: 2016JEMBE.474...92L. doi:10.1016/j.jembe.2015.09.015.
98. ↑  Molnár, Péter K.; Bitz, Cecilia M.; Holland, Marika M.; Kay, Jennifer E.; Penk, Stephanie R.; Amstrup, Steven C. (24 June 2019). “Amazonian tree species threatened by deforestation and climate change” (英語). Nature Climate Change 9 (7):  547–553. Bibcode: 2019NatCC...9..547G. doi:10.1038/s41558-019-0500-2.
99. ↑  “Wildlife in a Warming World (Page 20, Figure 1)”.   WWF-UK. 2025年7月7日閲覧。
100. 1 2  Bateman, Brooke L.; Taylor, Lotem; Wilsey, Chad; Wu, Joanna; LeBaron, Geoffrey S.; Langham, Gary (2 July 2020). “Risk to North American birds from climate change-related threats”. Conservation Science and Practice 2 (8):  e243. Bibcode: 2020ConSP...2E.243B. doi:10.1111/csp2.243.
101. 1 2  Wagner, Tyler; Schliep, Erin M.; North, Joshua S.; Kundel, Holly; Custer, Christopher A.; Ruzich, Jenna K.; Hansen, Gretchen J. A. (April 3, 2023). “Predicting climate change impacts on poikilotherms using physiologically guided species abundance models”. Proceedings of the National Academy of Sciences 120 (15):  e2214199120. Bibcode: 2023PNAS..12014199W. doi:10.1073/pnas.2214199120. PMC 10104529. PMID 37011195.
102. ↑  “Climate change hastens population extinctions”. Proceedings of the National Academy of Sciences of the United States of America 99 (9):  6070–4. (April 2002). Bibcode: 2002PNAS...99.6070M. doi:10.1073/pnas.052131199. PMC 122903. PMID 11972020.
103. ↑  Liao, Wei; Timm, Oliver Elison; Zhang, Chunxi; Atkinson, Carter T.; LaPointe, Dennis A.; Samuel, Michael D. (June 25, 2015). “Will a warmer and wetter future cause extinction of native Hawaiian forest birds?” (英語). Global Change Biology 21 (12):  4342–4352. Bibcode: 2015GCBio..21.4342L. doi:10.1111/gcb.13005. PMID 26111019.
104. ↑  White, Kevin S.; Gregovich, David P.; Levi, Taal (October 3, 2017). “Projecting the future of an alpine ungulate under climate change scenarios” (英語). Global Change Biology 24 (3):  1136–1149. doi:10.1111/gcb.13919. PMID 28973826.
105. ↑  Bateman, Brooke L.; Taylor, Lotem; Wilsey, Chad; Wu, Joanna; LeBaron, Geoffrey S.; Langham, Gary (2 July 2020). “North American birds require mitigation and adaptation to reduce vulnerability to climate change”. Conservation Science and Practice 2 (8):  e242. Bibcode: 2020ConSP...2E.242B. doi:10.1111/csp2.242.
106. ↑  “Survival By Degrees: About the Study” (英語). Audubon. 2023年6月25日閲覧。
107. ↑  Jones, Miranda C.; Cheung, William W. L. (1 March 2015). “Multi-model ensemble projections of climate change effects on global marine biodiversity”. ICES Journal of Marine Science 72 (3):  741–752. doi:10.1093/icesjms/fsu172.
108. ↑  Molnár, Péter K.; Bitz, Cecilia M.; Holland, Marika M.; Kay, Jennifer E.; Penk, Stephanie R.; Amstrup, Steven C. (20 July 2020). “Fasting season length sets temporal limits for global polar bear persistence” (英語). Nature Climate Change 10 (1):  732–738. Bibcode: 2022NatSR..1219593K. doi:10.1038/s41598-022-23369-5. PMC 9684554. PMID 36418340.
109. ↑  Briggs, H (2020年7月20日). “Climate change: Polar bears could be lost by 2100”. BBC. 2021年11月6日閲覧。
110. ↑  DeWeaver, Eric (2007年). “Uncertainty in Climate Model Projections of Arctic Sea Ice Decline: An Evaluation Relevant to Polar Bears”.  United States Department of the Interior. 2009年5月9日時点のオリジナルよりアーカイブ。2025年4月5日閲覧。
111. ↑  Broder, John; Revkin, Andrew C. (2007年7月8日). “Warming Is Seen as Wiping Out Most Polar Bears”. The New York Times 2007年9月23日閲覧。
112. ↑  Dykyy, Ihor; Bedernichek, Tymur (2022-01-01). “Gentoo Penguins (Pygoscelis papua) started using mosses as nesting material in the southernmost colony on the Antarctic Peninsula (Cape Tuxen, Graham Land)” (英語). Polar Biology 45 (1):  149–152. doi:10.1007/s00300-021-02968-4. ISSN 1432-2056.
113. ↑  Constable, A.J.; Harper, S.; Dawson, J.; Holsman, K.; Mustonen, T.; Piepenburg, D.; Rost, B. (2022). “Cross-Chapter Paper 6: Polar Regions”. Climate Change 2022: Impacts, Adaptation and Vulnerability 2021:  2319–2367. Bibcode: 2021AGUFM.U13B..05K. doi:10.1017/9781009325844.023.
114. ↑  Davis, Margaret B.; Shaw, Ruth G.; Etterson, Julie R. (July 2005). “Evolutionary Responses to Changing Climate” (英語). Ecology 86 (7):  1704–1714. Bibcode: 2005Ecol...86.1704D. doi:10.1890/03-0788. hdl:11299/178230. ISSN 0012-9658.
115. ↑  Pickett, Erin P.; Fraser, William R.; Patterson-Fraser, Donna L.; Cimino, Megan A.; Torres, Leigh G.; Friedlaender, Ari S. (October 2018). “Spatial niche partitioning may promote coexistence of Pygoscelis penguins as climate-induced sympatry occurs” (英語). Ecology and Evolution 8 (19):  9764–9778. Bibcode: 2018EcoEv...8.9764P. doi:10.1002/ece3.4445. ISSN 2045-7758. PMC 6202752. PMID 30386573.
116. ↑  “Penguins suffering from climate change, scientists say”. The Guardian. (2014年1月30日) 2014年1月30日閲覧。
117. ↑  Fountain, Henry (2014年1月29日). “For Already Vulnerable Penguins, Study Finds Climate Change Is Another Danger”. The New York Times. 2014年1月30日閲覧。
118. ↑  Strycker, Noah; Wethington, Michael; Borowicz, Alex; Forrest, Steve; Witharana, Chandi; Hart, Tom; Lynch, Heather J. (10 November 2020). “A global population assessment of the Chinstrap penguin (Pygoscelis antarctica)” (英語). Scientific Reports 10 (1):  19474. Bibcode: 2020NatSR..1019474S. doi:10.1038/s41598-020-76479-3. PMC 7655846. PMID 33173126.
119. ↑  “Projected asymmetric response of Adélie penguins to Antarctic climate change”. Scientific Reports 6:  28785. (June 2016). Bibcode: 2016NatSR...628785C. doi:10.1038/srep28785. PMC 4926113. PMID 27352849.
120. ↑  Le Bohec, C.; Durant, J. M.; Gauthier-Clerc, M.; Stenseth, N. C.; Park, Y.-H.; Pradel, R.; Gremillet, D.; Gendner, J.-P. et al. (11 February 2008). “King penguin population threatened by Southern Ocean warming”. Proceedings of the National Academy of Sciences 105 (7):  2493–2497. Bibcode: 2008PNAS..105.2493L. doi:10.1073/pnas.0712031105. PMC 2268164. PMID 18268328.
121. ↑  Cristofari, Robin; Liu, Xiaoming; Bonadonna, Francesco; Cherel, Yves; Pistorius, Pierre; Maho, Yvon Le; Raybaud, Virginie; Stenseth, Nils Christian et al. (26 February 2018). “Climate-driven range shifts of the king penguin in a fragmented ecosystem” (英語). Nature Climate Change 8 (3):  245–251. Bibcode: 2018NatCC...8..245C. doi:10.1038/s41558-018-0084-2.
122. ↑  “Antarctica's king penguins 'could disappear' by the end of the century” (英語). the Guardian (2018年2月26日). 2022年5月18日閲覧。
123. ↑  Jenouvrier, Stéphanie; Holland, Marika; Iles, David; Labrousse, Sara; Landrum, Laura; Garnier, Jimmy; Caswell, Hal; Weimerskirch, Henri et al. (March 2020). “The Paris Agreement objectives will likely halt future declines of emperor penguins”. Global Change Biology 26 (3):  1170–1184. Bibcode: 2020GCBio..26.1170J. doi:10.1111/gcb.14864. PMID 31696584.
124. ↑  Fretwell, Peter T.; Boutet, Aude; Ratcliffe, Norman (2023-08-24). “Record low 2022 Antarctic sea ice led to catastrophic breeding failure of emperor penguins” (英語). Communications Earth & Environment 4 (1):  1–6. doi:10.1038/s43247-023-00927-x. ISSN 2662-4435.
125. ↑  Igini, Martina (2023年8月28日). “Over 90% of Emperor Penguins Will Be Quasi-Extinct By 2100 If Current Antarctica Sea Ice Loss Rates Persist: Study” (英語). Earth.Org. 2025年4月11日閲覧。
126. ↑  “Emperor Penguin Gets Endangered Species Act Protections | U.S. Fish & Wildlife Service” (英語). www.fws.gov (2022年10月25日). 2025年4月11日閲覧。
127. ↑  Kiat, Y.; Vortman, Y.; Sapir, N. (2019-06-10). “Feather moult and bird appearance are correlated with global warming over the last 200 years” (英語). Nature Communications 10 (1):  2540. doi:10.1038/s41467-019-10452-1. ISSN 2041-1723.
128. ↑  Grass flourishes in warmer Antarctic originally from The Times, December 2004
129. ↑  Grimm, Nancy B; Chapin, F Stuart; Bierwagen, Britta; Gonzalez, Patrick; Groffman, Peter M; Luo, Yiqi; Melton, Forrest; Nadelhoffer, Knute et al. (November 2013). “The impacts of climate change on ecosystem structure and function”. Frontiers in Ecology and the Environment 11 (9):  474–482. Bibcode: 2013FrEE...11..474G. doi:10.1890/120282.
130. ↑  Forister, Matthew L.; McCall, Andrew C.; Sanders, Nathan J.; Fordyce, James A.; Thorne, James H.; O’Brien, Joshua; Waetjen, David P.; Shapiro, Arthur M. (2010-02-02). “Compounded effects of climate change and habitat alteration shift patterns of butterfly diversity” (英語). Proceedings of the National Academy of Sciences 107 (5):  2088–2092. Bibcode: 2010PNAS..107.2088F. doi:10.1073/pnas.0909686107. ISSN 0027-8424. PMC 2836664. PMID 20133854.
131. ↑  Walther, Gian-Reto; Post, Eric; Convey, Peter; Menzel, Annette; Parmesan, Camille; Beebee, Trevor J. C.; Fromentin, Jean-Marc; Hoegh-Guldberg, Ove et al. (March 2002). “Ecological responses to recent climate change”. Nature 416 (6879):  389–395. Bibcode: 2002Natur.416..389W. doi:10.1038/416389a. PMID 11919621.
132. ↑  Tucker, Marlee A.; Böhning-Gaese, Katrin; Fagan, William F.; Fryxell, John M.; Moorter, Bram Van; Alberts, Susan C.; Ali, Abdullahi H.; Allen, Andrew M. et al. (2018-01-26). “Moving in the Anthropocene: Global reductions in terrestrial mammalian movements” (英語). Science 359 (6374):  466–469. Bibcode: 2018Sci...359..466T. doi:10.1126/science.aam9712. hdl:2263/67097. ISSN 0036-8075. PMID 29371471.
133. ↑  “Climate change alters red deer gene pool” (英語). BBC News online. (2019年11月5日) 2019年11月10日閲覧。
134. ↑  Morgan, Rachael; Finnøen, Mette H.; Jensen, Henrik; Pélabon, Christophe; Jutfelt, Fredrik (2020-12-29). “Low potential for evolutionary rescue from climate change in a tropical fish” (英語). Proceedings of the National Academy of Sciences 117 (52):  33365–33372. Bibcode: 2020PNAS..11733365M. doi:10.1073/pnas.2011419117. ISSN 0027-8424. PMC 7776906. PMID 33318195.
135. ↑  Kiat, Y.; Vortman, Y.; Sapir, N. (10 June 2019). “Feather moult and bird appearance are correlated with global warming over the last 200 years”. Nature Communications 10 (1):  2540. Bibcode: 2019NatCo..10.2540K. doi:10.1038/s41467-019-10452-1. PMC 6557852. PMID 31182713.
136. ↑  “Change in bird coloration due to climate change” (英語). ScienceDaily. 2022年8月4日閲覧。
137. ↑  López-Idiáquez, David; Teplitsky, Céline; Grégoire, Arnaud; Fargevieille, Amélie; del Rey, María; de Franceschi, Christophe; Charmantier, Anne; Doutrelant, Claire (1 July 2022). “Long-Term Decrease in Coloration: A Consequence of Climate Change?”. The American Naturalist 200 (1):  32–47. arXiv:2211.13673. doi:10.1086/719655. ISSN 0003-0147. PMID 35737990.
138. ↑  Aubin, I.; C.M. Garbe; S. Colombo; C.R. Drever; D.W. McKenney; C. Messier; J. Pedlar; M.A. Saner et al. (2011). “Why we disagree about assisted migration: Ethical implications of a key debate regarding the future of Canada's forests”. Forestry Chronicle 87 (6):  755–765. doi:10.5558/tfc2011-092.
139. ↑  “Orion Magazine - Taking Wildness in Hand: Rescuing Species” (英語). (2008年6月10日) 2023年3月5日閲覧。